# Politisches System Belgiens

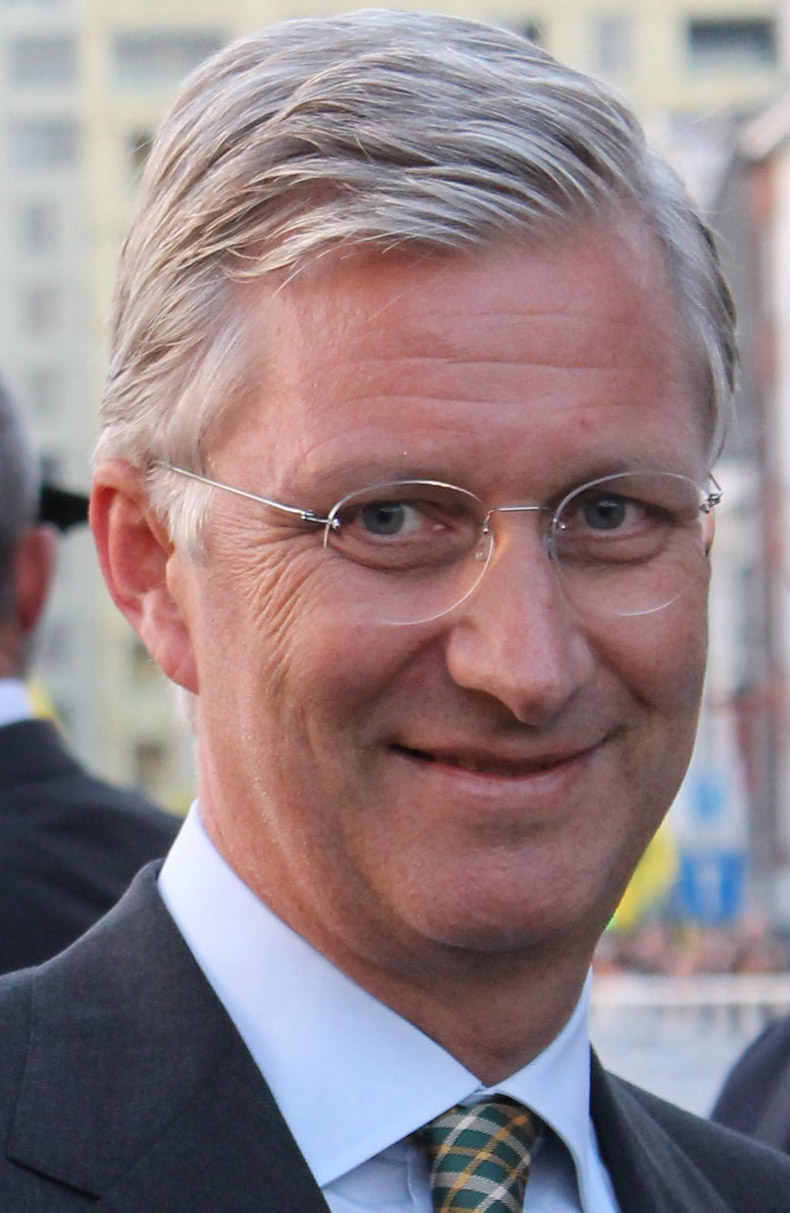
König Philippe, belgisches Staatsoberhaupt (2013)

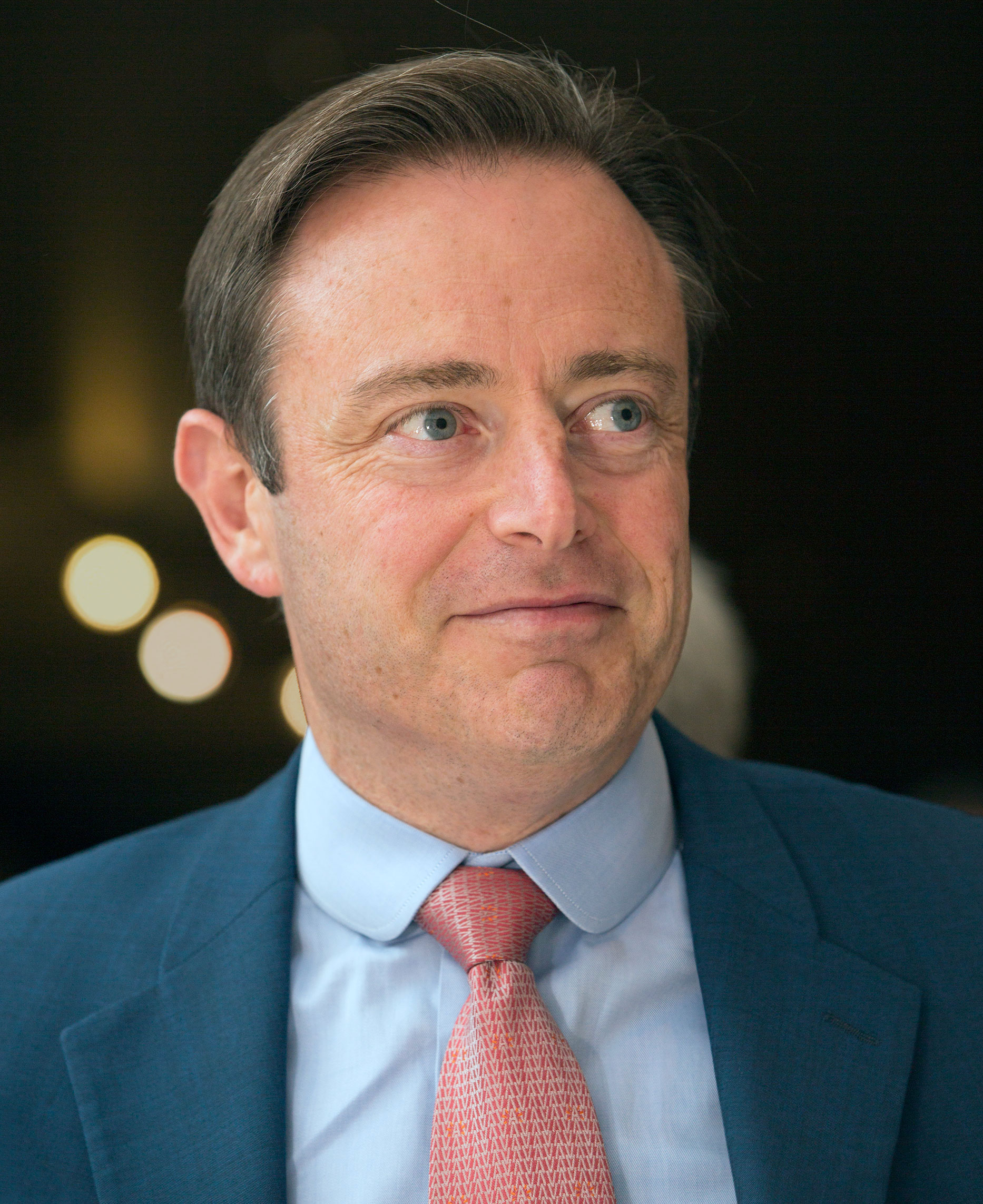
Bart De Wever, belgischer Premierminister

Das politische System Belgiens beschreibt, wie im Königreich Belgien die staatlichen und außerstaatlichen Einrichtungen infolge bestimmter politischer Entscheidungsprozesse allgemeinverbindliche Regeln treffen. Das belgische politische System ist demokratisch ausgerichtet und gesamtstaatlich als konstitutionelle parlamentarische Erbmonarchie organisiert, in der seit 1831 die Macht des Königs als Staatsoberhaupt durch die Verfassung eingegrenzt wird.
Ursprünglich als Einheitsstaat konzipiert, ist Belgien seit 1993 nach mehreren tiefgreifenden Reformen offiziell ein Bundesstaat, in dem die Zuständigkeiten zwischen der Föderalbehörde und den gliedstaatlichen Gebietskörperschaften, den sogenannten Gemeinschaften und Regionen verteilt sind. Diese verfügen über eigene Parlamente mit Gesetzgebungskompetenz und eigene Regierungen. Besonders in der Region Brüssel-Hauptstadt wurde ein kompliziertes Geflecht von Institutionen errichtet, um die dort die Minderheit der Einwohnerschaft bildenden Flamen zu schützen, die zugleich auf gesamtbelgischer Ebene gegenüber den Wallonen in der Mehrheit sind. Im Osten des Landes besteht die Deutschsprachige Gemeinschaft, die ebenfalls über eigene Institutionen verfügt.
Die politische Parteienlandschaft Belgiens zeichnet sich insbesondere durch die Abwesenheit größerer Nationalparteien aus. Infolge des flämisch-wallonischen Konfliktes wurden die ehemaligen gesamtbelgischen Parteien in unabhängige nördliche (Flandern) und südliche (Wallonien) Ableger gespalten. Auch die Deutschsprachigen haben teilweise eigene Parteien oder Ableger.

## Staatsform und Regierungssystem

### Monarchie

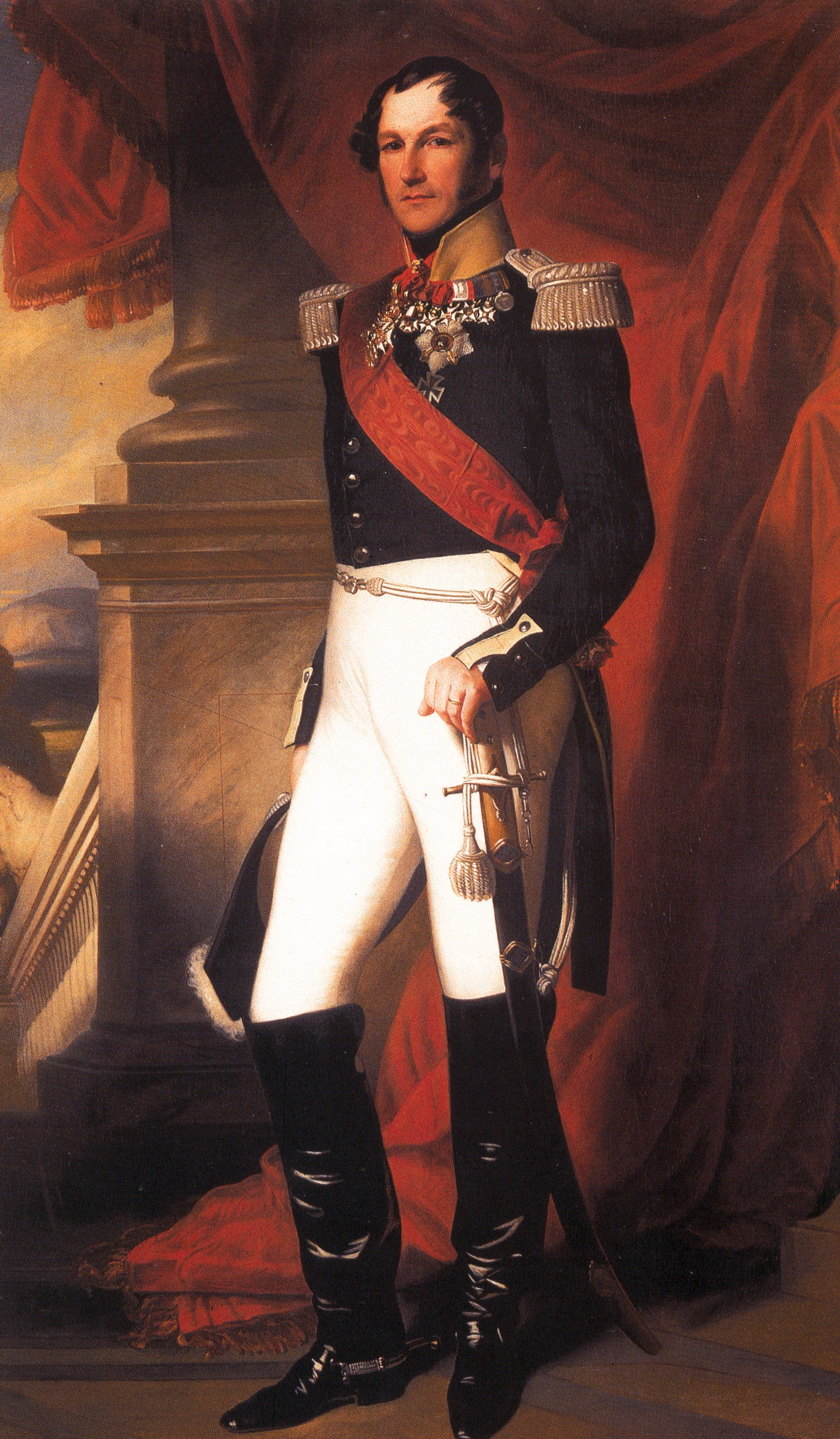
Belgiens erster König Leopold I. (1840)

Das Königreich Belgien ist auf gesamtstaatlicher Ebene eine Monarchie. Das Staatsoberhaupt ist der „König der Belgier“. Am 21. Juli 1831 legte Leopold I. aus dem Haus Sachsen-Coburg und Gotha, der ersten und bisher einzigen belgischen Dynastie, als erster König der Belgier den Eid auf die Verfassung ab.
Der belgische Staat ist seit seiner Gründung eine konstitutionelle parlamentarische Erbmonarchie, in der die Rechte und Privilegien des Königs in der Verfassung selbst verankert sind. Der König muss bei seinem Antritt vor dem Parlament den Verfassungseid ablegen: „Ich schwöre, die Verfassung und die Gesetze des belgischen Volkes zu beachten, die Unabhängigkeit des Landes zu erhalten und die Unversehrtheit des Staatsgebietes zu wahren.“ Zwar sieht die Verfassung vor, dass die Person des Königs unverletzlich ist, doch um jeden Anspruch auf Absolutismus zu unterbinden, bestimmt sie, dass der König „keine andere Gewalt als die, die ihm die Verfassung und die aufgrund der Verfassung selbst ergangenen besonderen Gesetze ausdrücklich übertragen“, besitzt und dass alle Gewalten von der Nation selbst ausgehen (und nicht etwa vom König) und sie in der durch die Verfassung bestimmten Weise ausgeübt werden. Die persönliche Macht des Königs wird ferner stark durch das Prinzip der Gegenzeichnung eingeschränkt. „Ein Akt des Königs kann nur wirksam werden, wenn er von einem Minister gegengezeichnet ist (…)“. Durch die Gegenzeichnung wird die gesamte Verantwortlichkeit einer Entscheidung des Königs auf die Regierung und die Minister übertragen. Konkret bedeutet dies, dass alle Aufgaben, die die Verfassung oder einzelne Gesetze dem König anvertrauen, etwa die Leitung der Streitkräfte, die Führung der diplomatischen Beziehungen und selbst die Ernennung einer neuen Regierung, in Wahrheit nicht vom König allein ausgeführt werden können, sondern immer die Deckung eines Ministers benötigen.
Leitete der König im 19. Jahrhundert aktiv die Gestaltung der Politik, so erfolgte im Laufe der zunehmenden Demokratisierung der Gesellschaft im 20. Jahrhundert eine Verschiebung der tatsächlichen Macht hin zu den gewählten Volksvertretern. Auch wenn dem König heute noch weitreichende verfassungsmäßige Zuständigkeiten zuerkannt werden, führt allein die Föderalregierung, durch eine parlamentarische Mehrheit legitimiert, die eigentlichen Regierungsgeschäfte. „Der König herrscht, aber er regiert nicht“ (französisch le Roi règne mais ne gouverne pas, niederländisch de Koning heerst maar regeert niet). Somit ist Belgien heute als eine parlamentarische Monarchie zu betrachten, in der der König hauptsächlich repräsentative Aufgaben übernimmt.

### Demokratie

Das politische System Belgiens mit König, Regierung und den beiden Kammern des Parlaments. Für die Wahl einer der Kammern spielen die Gliedstaaten eine Rolle.

Das politische System Belgiens verfügt über verschiedene Merkmale, die für moderne Demokratien kennzeichnend sind:
- Rechtsstaatlichkeit: Die verschiedenen öffentlichen Institutionen verfügen nicht über eine unbegrenzte Gewalt, sondern sind an Rechtsvorgaben gebunden. Tatsächlich gehen Gewalten ausschließlich von der Nation aus und sie dürfen nur in der durch die Verfassung bestimmten Weise ausgeübt werden.[10] Selbst unter Einhaltung ordnungsgemäß verabschiedeter Gesetze dürfen die Institutionen nicht die Menschenrechte verletzen.
- Freie Wahlen: War das belgische Wahlrecht im Jahr 1831 noch auf die herrschenden Bevölkerungsschichten beschränkt (Zensuswahlrecht), so ist heute jeder Belgier über 18 Jahren berechtigt, seine Stimme bei den Wahlen abzugeben.[11] Die Wahl ist frei und geheim.[12] Auch das passive Wahlrecht ist mittlerweile auf alle Bürger über 18 Jahren ausgeweitet worden.[13]
- Gewaltenteilung: In Belgien werden die drei Gewalten Legislative, Exekutive und Judikative voneinander getrennt. Diese Trennung ist nicht strikt, sondern sieht gemäß dem Prinzip der Gewaltenverschränkung verschiedene Eingriffsmöglichkeiten der einzelnen Organe in andere Zweige vor. So ist beispielsweise der König nicht nur für die Exekutivgewalt zuständig, sondern wird auch beim Gesetzgebungsprozess beteiligt.[14]
- Grundrechte: Die Verfassung selbst sieht seit 1831 eine Reihe von Grundrechten vor, die im Laufe der Zeit erweitert wurden.[15]

Im von der Universität Zürich (UZH) im Jahr 2012 erstellten „Demokratiebarometer“ erreicht Belgien in den meisten Aspekten einen überdurchschnittlich hohen Wert.

## Der belgische Föderalismus

### Sprachenkonflikt als Hintergrund
Folgende Gegebenheiten liegen vor:

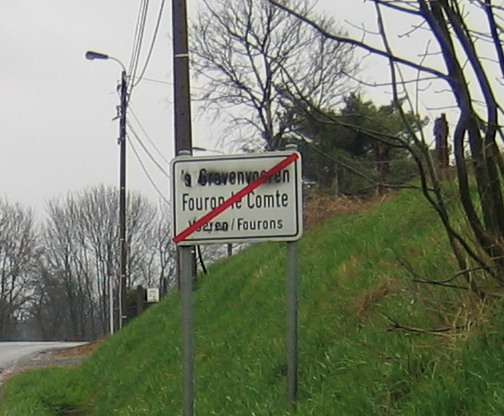
Symptome des Sprachenstreits um die Gemeinde Voeren

- Auf gesamtbelgischer Ebene ist die flämische Bevölkerung in der Überzahl (6,4 Mio. Einwohner in Flandern gegen 3,5 Mio. in der Wallonie; Brüssel zählt ca. 1,1 Mio. Einwohner).
- Innerhalb der Hauptstadt Brüssel bilden die französischsprachigen Bürger die ganz überwiegende Mehrheit (schätzungsweise 80–90 % der Brüsseler sind französischsprachig, 5–15 % niederländischsprachig).
- Insbesondere entlang der Sprachgrenze und in der Brüsseler Peripherie gibt es Gemeinden, in denen die sprachliche Minderheit Spracherleichterungen (Fazilitäten-Gemeinden) genießt (siehe weiter unten).
- Flandern hat einen wirtschaftlichen Vorteil gegenüber der strukturschwachen Wallonie und muss bei der Finanzierung der sozialen Sicherheit aller Belgier bedeutende flämische Transferleistungen nach Wallonien in Kauf nehmen.

Ferner gibt es zwischen Flamen und Wallonen bedeutende historische und kulturelle Unterschiede. Die flämische Forderung einer starken Region nimmt die Schwächung der Föderalstruktur in Kauf. Bei einem nicht unbeachtlichen Teil der flämischen Bevölkerung drückt sich dieser Regionalismus als offener Separatismus aus. Die Flämische Bewegung, der historische Antreiber dieser Bewegung, entstand mitunter aus einem Willen, die niederländische Sprache und Kultur in Belgien und vor allem in Brüssel zu schützen oder auszubauen. Deshalb wird Brüssel, heute im Gegensatz zum 19. Jahrhundert eine ganz überwiegend französischsprachige Stadt, aus flämischer Sicht weiterhin als Bestandteil Flanderns betrachtet. Die besonderen Schutzmaßnahmen für die französischsprachige Minderheit (vor allem in den Brüsseler Randgemeinden, die sich geographisch in der Flämischen Region befinden) stoßen auf politische Ablehnung. Flandern wählt tendenziell eher christlich-konservativ. Die rechtsextreme und separatistische Regionalpartei Vlaams Belang erhielt bei der Flämischen Parlamentswahl 2019 18,5 Prozent der Stimmen und wurde damit hinter der separatistischen Partei Nieuw-Vlaamse Alliantie (24,83 Prozent) zweitstärkste Kraft.
Regionalistische Forderungen von Wallonen hat es in der Vergangenheit ebenfalls gegeben, doch bei den meisten Staatsreformen war die frankophone Seite eher geneigt, für eine Bewahrung der Strukturen des National- beziehungsweise Föderalstaates einzutreten. Ihre Autonomie hat die Wallonische Region weniger kulturell als ökonomisch gestaltet, um insbesondere auf eine geschwächte Wirtschaft und die hohe Arbeitslosigkeitsrate einwirken zu können. Auch wenn zwischen der Wallonie und Brüssel eine enge „intra-frankophone“ Verbindung besteht, wird Brüssel doch als eine vollwertige Region mit eigenen Bedürfnissen betrachtet. Der permanente Erhalt der Spracherleichterungen für die französischsprachige Minderheit in Flandern findet in Brüssel und der Wallonie breite Zustimmung. Insbesondere in der Wallonie wird mehrheitlich sozialistisch und sozialdemokratisch gewählt (siehe Parlamentswahlen in Wallonien).
Trotz herrschender Vorurteile über die jeweils andere Sprachgruppe wird in Belgien seit mehr als einem Jahrhundert die Kultur des Kompromisses und der Verhandlung gepflegt. Es wird versucht, ein permanentes Gleichgewicht zwischen den beiden Bevölkerungsteilen auf den verschiedenen Ebenen zu erhalten. Hierin drückt sich das Ziel des belgischen Föderalismusmodells aus: Autonomiebestrebungen und daraus folgende Konfliktpotenziale sollen durch eine starke Autonomie der Gebietskörperschaften kanalisiert werden; dies soll ein Auseinanderfallen des Staates verhindern.

### Grundsätze
Seit der vierten Staatsreform (1993) ist Belgien offiziell ein Bundesstaat (föderaler Staat). Der belgische Föderalismus zeichnet sich insbesondere durch folgende Merkmale aus:
- Zentrifugaler Föderalismus: Zum Zeitpunkt seiner Gründung war Belgien ein Einheitsstaat mit mehreren dezentralisierten Organen (den Provinzen und den Gemeinden), die allerdings keine Gesetzgebungshoheit besaßen und der Aufsicht der Nationalbehörde unterstanden.[20] Die Umwandlung in einen Föderalstaat geschah und geschieht immer noch aus einer zentrifugalen Dynamik heraus, nach der, ähnlich wie im kanadischen Föderalismus, die Föderalbehörde im Laufe der Zeit immer mehr Zuständigkeiten an die Gliedstaaten abgibt.[21] Die Föderalismussysteme der USA, Deutschlands oder der Schweiz befinden sich dagegen aus historischen Gründen eher in einer zentripetalen Bewegung, die auf eine Stärkung des Bundes hinausläuft.
- Zweigliedrigkeit ohne Sub-Nationalitäten: Auch wenn es in Belgien jeweils drei Gemeinschaften und Regionen gibt, ist das politische System hauptsächlich durch die beiden dominierenden Bevölkerungsgruppen, Flamen und Wallonen, geprägt. Durch diesen Dualismus werden bestehende Spannungen verstärkt, da es keine weiteren neutralen Parteien oder alternative Allianzen gibt; die deutschsprachige Minderheit spielt in dieser Hinsicht keine größere Rolle.[22] In der Verfassung ist dennoch weder von Flamen, Wallonen noch von Deutschsprachigen die Rede, sondern von Belgiern. Eine „gliedstaatliche Staatsbürgerschaft“, die der belgischen unter- oder nebengeordnet wäre, gibt es rein rechtlich nicht. Dies ist insbesondere dadurch bedingt, dass auf dem zweisprachigen Gebiet Brüssel-Hauptstadt sowohl die Flämische als auch die Französische Gemeinschaft gleichermaßen zuständig sind (siehe weiter unten) und die Brüsseler Bevölkerung nicht gezwungen werden soll, sich zwischen dem nördlichen oder dem südlichen Landesteil zu entscheiden.[23]
- Gliedstaatliche Überlagerung: Der belgische Föderalismus sieht vor, dass auf demselben Gebiet mindestens zwei verschiedene Arten von gliedstaatlichen Gebietskörperschaften zugleich zuständig sind, davon jeweils eine Gemeinschaft (die Flämische, Französische oder Deutschsprachige) und eine Region (Flandern, Wallonie, Brüssel-Hauptstadt). Die jeweiligen territorialen Zuständigkeitsgebiete der drei Gemeinschaften und der drei Regionen sind jedoch nicht deckungsgleich. So gehört etwa die Deutschsprachige Gemeinschaft zur (überwiegend französischsprachigen) Region Wallonie, und (das überwiegend französischsprachige) Brüssel ist die Hauptstadt der Flämischen Gemeinschaft.[24] Trotzdem gilt auch für die Französische und die Flämische Gemeinschaft, dass sie nur innerhalb ihrer Grenzen handeln dürfen. Auch wenn er „eventuelle extraterritoriale Folgen“ bestimmter Maßnahmen zulässt, verbietet der Verfassungsgerichtshof grundsätzlich, dass die Gliedstaaten außerhalb ihres jeweiligen Zuständigkeitsgebiets handeln.[25]
- Ausschließliche Zuständigkeiten: Der Grundsatz der Ausschließlichkeit der Zuständigkeiten sieht vor, dass die materielle Befugnis einer Behörde jeglichen Handlungsspielraum einer anderen Behörden in der betroffenen Angelegenheit ausschließt, sodass es für jede Angelegenheit immer nur eine einzige zuständige Ebene gibt.[26] Dieser Grundsatz kennt jedoch Ausnahmen, wie z. B. die parallelen Zuständigkeiten (Angelegenheiten, für die mehrere Ebenen zugleich befugt sind, siehe weiter unten) oder die impliziten Zuständigkeiten (siehe auch „implied powers“).[27] Aufgrund dieser können Behörden teilweise in die Zuständigkeitsbereiche der anderen Ebenen eindringen. Der Verfassungsgerichtshof sieht hierfür jedoch drei Bedingungen vor, nämlich dass die angenommene Regelung als notwendig für die Ausübung der eigenen Befugnisse erachtet werden kann, dass diese Angelegenheit sich für eine differenzierte Regelung eignet und dass die Auswirkungen der fraglichen Bestimmungen auf die andere Ebene nur marginal sind.[28]
- Kein föderaler Geltungsvorrang: Die Rechtsnormen der Föderalbehörde und der gliedstaatlichen Behörden besitzen prinzipiell dieselbe Rechtskraft (mit einer kleinen Nuance für die Brüsseler Ordonnanzen, siehe weiter unten). Einen Geltungsvorrang nach dem deutschen Grundsatz „Bundesrecht bricht Landesrecht“ gilt in Belgien nicht.[29] Die Abwesenheit eines föderalen Geltungsvorrangs ist auf den Grundsatz der ausschließlichen Zuständigkeiten zurückzuführen (siehe oben): Da in der Regel nie mehrere Gesetzgeber für dieselbe Angelegenheit zuständig sein dürfen, bedarf es auch keiner Kollisionsregel.
- Asymmetrie: Kennzeichnend für den belgischen Föderalismus und eine der Hauptursachen seiner Komplexität ist die umfassende Asymmetrie seiner Bestandteile, sowohl was die Organe und die Zuständigkeiten als auch was die Stellung der Gliedstaaten betrifft.[30] Die Gemeinschaften und Regionen Belgiens weisen allesamt verschiedene Merkmale auf: In Flandern wurden Gemeinschaft und Region fusioniert, die Französische Gemeinschaft hat Zuständigkeiten an die Wallonische Region abgegeben, die Wallonische Region hat ihrerseits der Deutschsprachigen Gemeinschaft Befugnisse übertragen, und auf dem zweisprachigen Gebiet Brüssel-Hauptstadt sind mehrere Behörden zugleich zuständig (siehe weiter unten).

### Unterteilung in vier Sprachgebiete

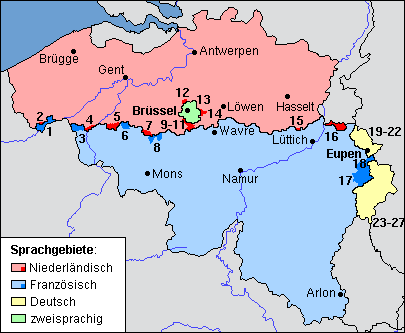
Die vier Sprachgebiete Belgiens, mit Angabe der Gemeinden mit Spracherleichterungen

Der belgische Staat setzt sich aus einer bundesstaatlichen Ebene, d. h. dem Föderalstaat im engeren Sinne, auch Föderalbehörde genannt, und zwei gliedstaatlichen Ebenen, namentlich den Gemeinschaften und den Regionen, zusammen. Daneben gibt es weitere Gebietskörperschaften, die ebenfalls teilweise über gliedstaatliche Zuständigkeiten verfügen und nicht in der Verfassung als solche identifiziert werden (z. B. die Gemeinschaftskommission, siehe weiter unten).
Das territoriale Zuständigkeitsgebiet der Gliedstaaten wird aufgrund der vier sogenannten Sprachgebiete Belgiens ermittelt. Diese sind rein geographische Einzeichnungen ohne Gebietskörperschaft oder Rechtspersönlichkeit und wurden im Jahr 1962 durch die sogenannte Sprachgrenze definitiv festgelegt. Jede Gemeinde Belgiens kann ausschließlich einem Sprachgebiet zugeordnet werden.
Die vier Sprachgebiete sind:
- das niederländische Sprachgebiet
- das französische Sprachgebiet
- das deutsche Sprachgebiet
- das niederländisch-französisch zweisprachige Gebiet Brüssel-Hauptstadt

Im Jahr 1970 wurde in der Verfassung festgelegt, dass nur ein Sondergesetz, d. h. ein Gesetz mit besonderen Mehrheitsverhältnissen in den Sprachgruppen des Parlaments, die Grenzen der Sprachgebiete ändern darf. Somit wurde die Sprachgrenze von 1962 dauerhaft zum Maßstab erhoben.

### Konfliktvermeidung
Zur Vermeidung von rechtlichen Zuständigkeitskonflikten werden alle Entwürfe von Gesetzes- und Ausführungstexten mit Regelinhalt vorab durch den Staatsrat im Hinblick auf die Einhaltung der Regeln zur Zuständigkeitsverteilung überprüft. Zuständigkeitsbeanstandungen über bereits verabschiedete Rechtstexte können vor dem Verfassungsgerichtshof vorgebracht werden (siehe weiter unten).
Um politische Interessenskonflikte zu unterbinden, sieht die Verfassung den Grundsatz der „föderalen Loyalität“ (Bundestreue) vor. Sollte eine parlamentarische Versammlung der Ansicht sein, dass aufgrund eines in einer anderen Versammlung eingereichten Textentwurfs dennoch ein solcher Interessenskonflikt besteht, kann sie mittels einer Dreiviertelmehrheit die Aussetzung dieses Entwurfs und eine Beratung beantragen. Falls keine Lösung gefunden wird, nimmt sich der Senat der Sache an und unterbreitet dem sogenannten Konzertierungsausschuss einen Bericht. Dieses Gremium setzt sich aus verschiedenen Vertretern der Föderal-, Gemeinschafts- und Regionalregierungen zusammen und sucht daraufhin nach einer Lösung im Konsensverfahren.
Schließlich wird die Möglichkeit der mehr oder weniger engen Zusammenarbeit zwischen dem Föderalstaat, den Gemeinschaften und den Regionen vorgesehen. In allen Bereichen können sogenannte Zusammenarbeitsabkommen geschlossen werden, in manchen sind sie sogar verpflichtend (wie beispielsweise im Bereich der internationalen Vertretungen, siehe weiter unten). Seit 2014 können die verschiedenen Gemeinschaften und Regionen auch gemeinsame Dekrete und Erlasse verabschieden.

### Auftritt auf internationaler Ebene

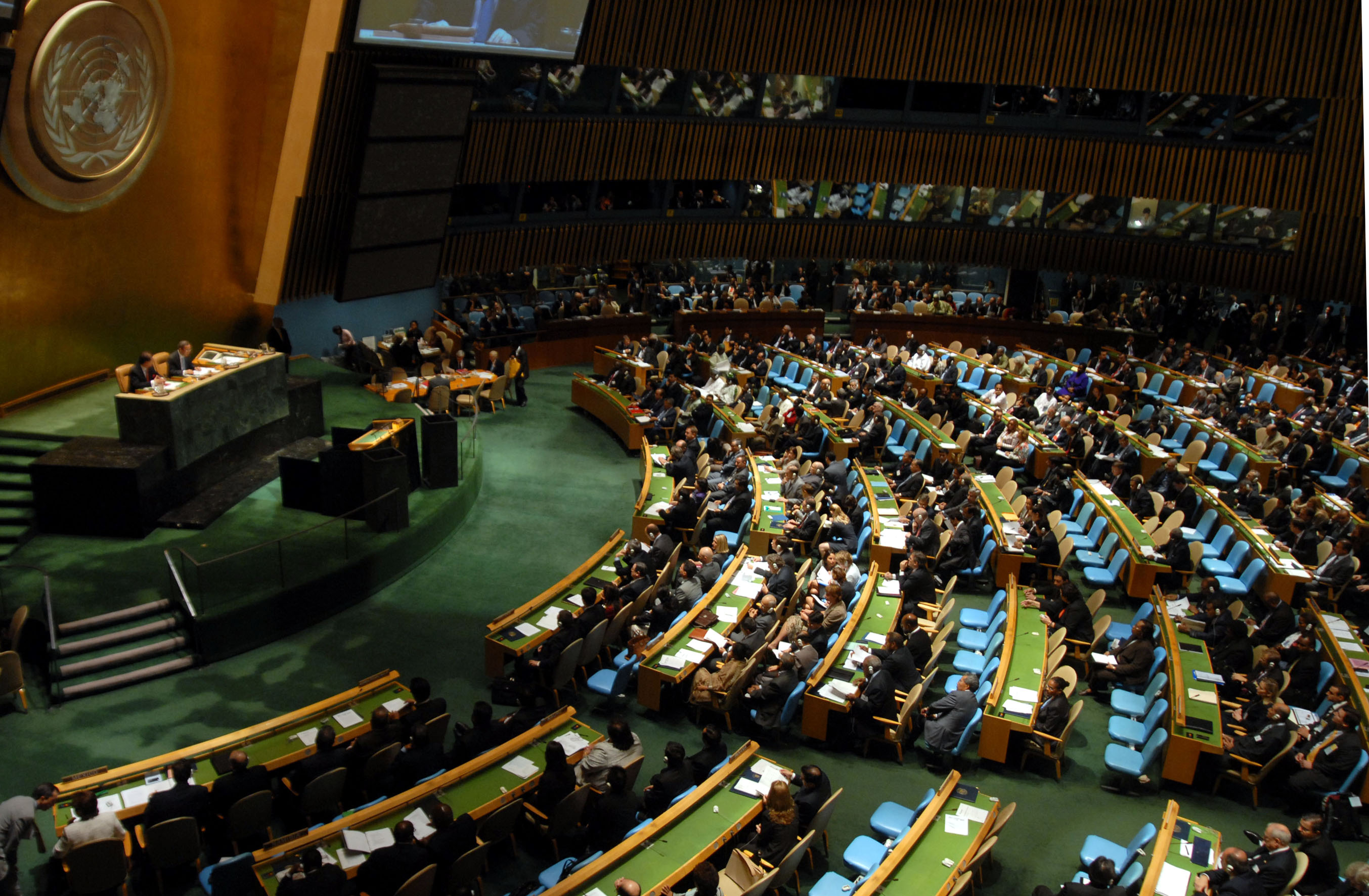
Der Versammlungssaal der Generalversammlung der Vereinten Nationen

Seit 1831 ergibt sich aus der Verfassung, dass der König (und die Föderalregierung) die internationalen Beziehungen führt und völkerrechtliche Verträge unterzeichnen kann. Seit der vierten Staatsreform (1993) sind jedoch sowohl die Regierungen der Gemeinschaften als auch die der Regionen innerhalb ihres jeweiligen Zuständigkeitsbereiches befugt, eigene internationale Beziehungen zu führen („in foro interno, in foro externo“) und verfügen in dieser Hinsicht über das sogenannte „treaty making power“. Die Kompetenz der Föderalebene wurde entsprechend eingegrenzt.
Es muss in Belgien also für die Zuständigkeitsfrage zwischen drei Arten von internationalen Verträgen unterschieden werden:
- Föderale Verträge: Verträge, die die Zuständigkeiten des Föderalstaates (oder seine „Restkompetenz“) berühren, werden vom König (und der Regierung) verhandelt und abgeschlossen.[44] Hierbei ist die Regierung im Prinzip völlig frei und kann selbst entscheiden, welchen Verträgen sie sich anschließen will und welchen nicht. Damit diese Verträge jedoch innerbelgisch rechtskräftig werden können, benötigen sie die vorherige Verabschiedung eines Zustimmungsgesetzes durch die Abgeordnetenkammer und den Senat.[45] Eine Ausnahme hierzu bilden die Verhandlungen in Hinblick auf eine Gebietsabtretung, einen Gebietsaustausch oder eine Gebietserweiterung, die nur aufgrund eines Gesetzes erfolgen dürfen.[46] Dies wird traditionell so ausgelegt, dass die Regierung hierfür die vorherige Genehmigung der Kammern benötigt.[47] Zudem muss seit 1993 das Parlament über jede Eröffnung der Verhandlungen im Hinblick auf die Abänderung der Europäischen Verträge informiert und vom Vertragsentwurf in Kenntnis gesetzt werden, bevor er unterzeichnet wird.[48]
- Gliedstaatliche Verträge: Im Rahmen ihrer Zuständigkeiten können die Regierungen der Gemeinschaften und der Regionen in völliger Autonomie Verträge abschließen.[49] Da sie dadurch auf völkerrechtlicher Ebene auch den belgischen Staat rechtlich verpflichten, behält die Verfassung der föderalen Regierung trotz allem einige Interventionsmöglichkeiten vor. So müssen die Gliedstaaten die Föderalregierung im Vorfeld informieren, wenn sie Verhandlungen im Hinblick auf die Unterzeichnung von internationalen Verträgen beginnen möchten.[50] Nach dieser Information verfügt die Föderalregierung über 30 Tage, um der betroffenen Regierung gegebenenfalls mitzuteilen, dass sie Einwände gegen den Vertrag hegt; dadurch werden die erwähnten Verhandlungen automatisch ausgesetzt und die „interministerielle Konferenz der Außenpolitik“ wird einberufen. Diese wird damit beauftragt, innerhalb von 30 Tagen eine Konsenslösung zu finden. Ist dies unmöglich, läuft erneut eine Frist von 30 Tagen: Reagiert die Föderalregierung nicht, ist die Aussetzung des Verfahrens beendet und der Gliedstaat kann weiter seine Verhandlungen führen. Will die Regierung jedoch die Aussetzung des Verfahrens bestätigen, kann sie dies ausschließlich aufgrund einer der folgenden Umstände:
  - die Vertragspartei wurde nicht von Belgien anerkannt;
  - Belgien führt keine diplomatischen Beziehungen mit dieser Vertragspartei;
  - eine Entscheidung oder eine Handlung der Vertragspartei hat dazu geführt, dass die Beziehungen mit Belgien abgebrochen, aufgehoben oder ernsthaft geschädigt wurden;
  - der Vertragsentwurf widerspricht den internationalen oder supranationalen Verpflichtungen Belgiens.[51]
- Gemischte Verträge: Bei internationalen Verträgen, die sowohl die Zuständigkeiten des Föderalstaates als auch diejenigen eines oder mehrerer Gliedstaaten berühren, regelt ein Zusammenarbeitsabkommen die Kooperation zwischen den verschiedenen Regierungen.[52] Der Föderalstaat muss im Vorfeld die interministerielle Konferenz der Außenpolitik informieren, wenn er beabsichtigt, einen gemischten Vertrag zu verhandeln.[53] Die Verhandlungen werden von den Vertretern der verschiedenen Behörden geführt, wobei die koordinierende Führung vom FÖD Auswärtige Angelegenheiten übernommen wird.[54] Im Prinzip unterzeichnen der föderale Außenminister und ein Minister der betroffenen Gliedstaaten gemeinsam den Vertrag.[55] Nach der Unterzeichnung legen die verschiedenen Regierungen den Vertrag ihren jeweiligen Parlamenten zur Zustimmung vor und informieren sich gegenseitig hierüber.[56] Erst wenn alle Parlamente ihre Zustimmung gegeben haben, bereitet der föderale Außenminister die Ratifizierungsurkunde für Zustimmung Belgiens vor und lässt sie vom König unterschreiben.[57]

Für die Ausführung der internationalen Verträge gelten die üblichen Verfassungsregeln in Bezug auf die Zuständigkeitsverteilung zwischen Legislative und Exekutive einerseits, und zwischen Föderalstaat und Gliedstaaten andererseits. Bemerkenswert hierbei ist, dass die Föderalregierung anstelle eines Gliedstaates treten kann (und somit die föderalstaatliche Struktur „ausklammern“ kann), wenn dieser es versäumt, seinen internationalen oder supranationalen Verpflichtungen nachzukommen. Der Föderalstaat kann in diesen Fällen sogar die hierfür anfallenden Kosten zurückfordern. Der Eingriff der föderalen Behörde ist jedoch nur dann möglich, wenn diese drei Bedingungen erfüllt werden:
- der belgische Staat wurde von einer internationalen oder supranationalen Gerichtsbarkeit aufgrund des Versäumnisses eines Gliedstaates verurteilt;
- die betroffene Behörde wurde drei Monate im Voraus angemahnt;
- der Föderalstaat hatte die betroffene Behörde während des gesamten Verfahrens beteiligt.[59]

Auch die Vertretung Belgiens in den verschiedenen Versammlungen und Gremien auf internationaler Ebene sieht ein kompliziertes Zusammenspiel zwischen der Föderalregierung und den verschiedenen Regierungen der Gliedstaaten vor. Es wurden Zusammenarbeitsabkommen geschlossen für die Vertretung Belgiens in internationalen Organisationen (wie beispielsweise der Europarat, die OECD oder die Vereinten Nationen) oder im EU-Ministerrat. Auch die Art und Weise, wie die föderale Behörde die Gliedstaaten vor den internationalen Gerichtshöfen vertreten kann, wurde in einem Zusammenarbeitsabkommen geregelt.

## Überblick über das politische System
| Europäisches Parlament, Rat der Europäischen Union |

| Europäische Kommission, Europäischer Rat |

| Föderales Parlament: • Abgeordnetenkammer, • Senat |

## Föderale Ebene

### Gebiet und Zuständigkeiten
Der Föderalstaat übt seine Befugnis auf dem gesamten Gebiet des belgischen Staates aus. Seine Zuständigkeiten können in zwei Kategorien eingeteilt werden:
- Zuerteilte Zuständigkeiten: Hierbei handelt es sich um Zuständigkeiten, die der föderalen Ebene durch die Verfassung oder ein Sondergesetz ausdrücklich zuerteilt wurden, wie beispielsweise die Verteidigungs- oder Justizpolitik.[63] Diese Zuständigkeiten können sich auch in Form eines Vorbehalts ausdrücken: Hier sieht die Rechtsordnung zwar die grundsätzliche Zuständigkeit der Gemeinschaften oder der Regionen vor, behält aber Ausnahmefälle vor, für die der Föderalstaat weiterhin zuständig ist. Diese sind allerdings teils weit gefasst, wie beispielsweise die soziale Sicherheit, der Mindestbetrag des gesetzlichen Existenzminimums, das Handels- und Gesellschaftsrecht oder die Währungspolitik.[64]
- Restzuständigkeiten: Bei allen Handlungs- oder Politikbereichen, die nicht ausdrücklich den Gemeinschaften oder Regionen zuerteilt wurden, behält der Föderalstaat die Restkompetenz, wie beispielsweise das Zivilrecht.[65] Diese zahlreichen Bereiche können nicht erschöpfend aufgelistet werden.

Ferner sind die parallelen Zuständigkeiten zu erwähnen, die als Ausnahme zum Grundsatz der ausschließlichen Zuständigkeitsverteilung (siehe oben) vorsehen, dass sowohl der Föderalstaat als auch die Gemeinschaften und Regionen, jeder für sich, gleichzeitig für eine Angelegenheit befugt sind. Zu diesen Zuständigkeiten gehören insbesondere die Forschungsförderung, die Entwicklungszusammenarbeit, die besondere Verwaltungsaufsicht gegenüber untergeordneten Behörden (siehe weiter unten), die Infrastrukturpolitik sowie die Möglichkeit zur Einführung strafrechtlicher Sanktionen oder Enteignung.
Schließlich werden die Institutionen der Föderalbehörde durch die Verfassung selbst auch als Verfassungsgeber bezeichnet (siehe weiter unten). Somit übt der Föderalstaat die Kompetenz-Kompetenz aus, bei der sowohl die eigenen Zuständigkeiten als auch die Zuständigkeiten der anderen Gebietskörperschaften festgelegt und abgeändert werden können.

### Legislative

Das Föderale Parlament Belgiens
Abgeordnetenkammer
Senat

Die gesetzgebende Macht wird vom Föderalen Parlament gemeinsam mit dem König ausgeübt. Das Parlament besteht aus der Abgeordnetenkammer (oder einfach „Kammer“) und dem Senat. Das belgische Zweikammersystem ist jedoch ungleich ausgerichtet, da die Kammer gegenüber dem Senat insbesondere seit der vierten Staatsreform (1993) zahlreichere und wichtigere Zuständigkeiten besitzt. Der Sitz dieser Institutionen befindet sich in Brüssel. Das aktive und passive Frauenwahlrecht auf nationaler Ebene existiert erst 1948 zu denselben Bedingungen wie das Wahlrecht für Männer.

#### Abgeordnetenkammer

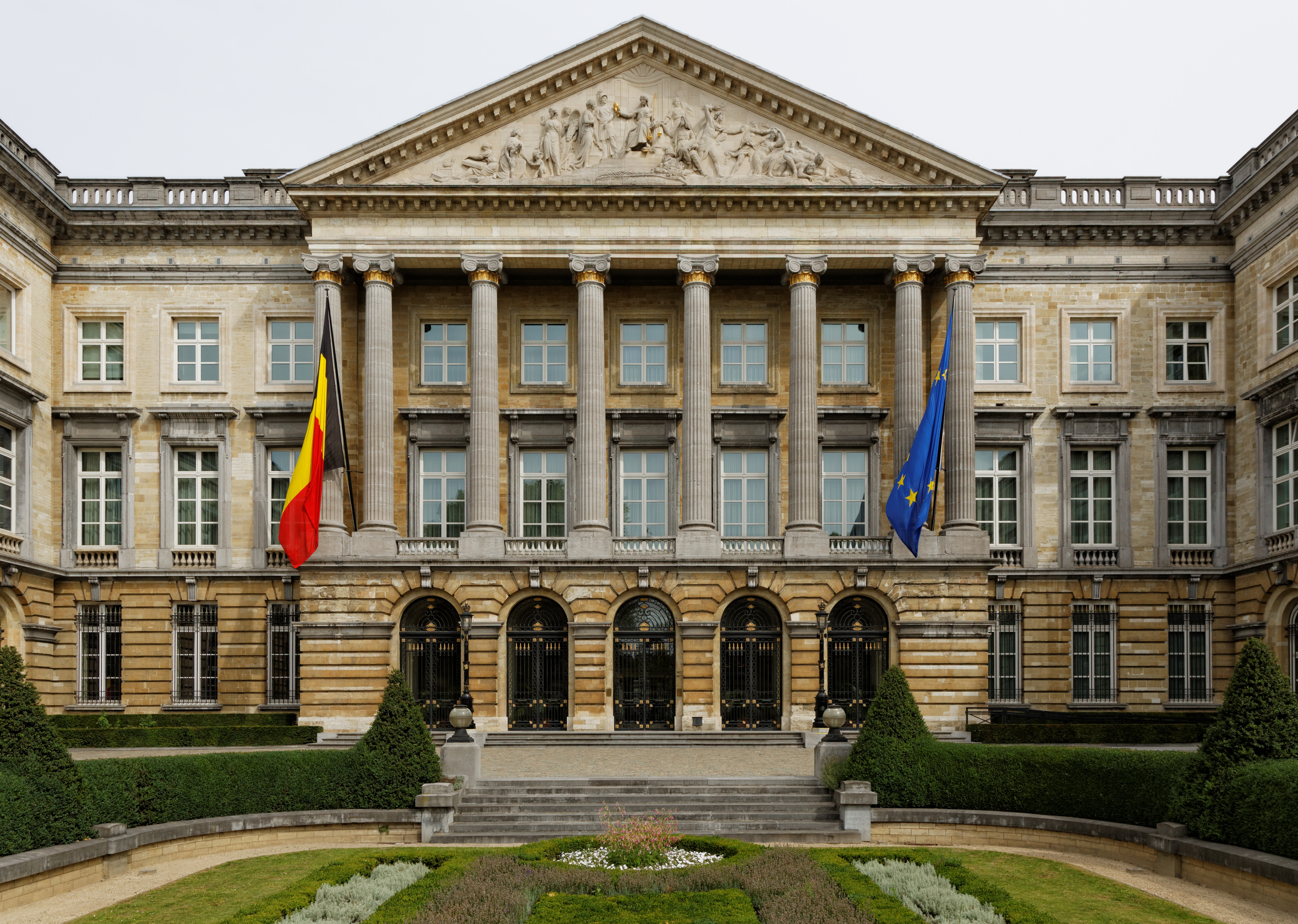
Der Palast der Nation in Brüssel, Sitz des Föderalen Parlaments

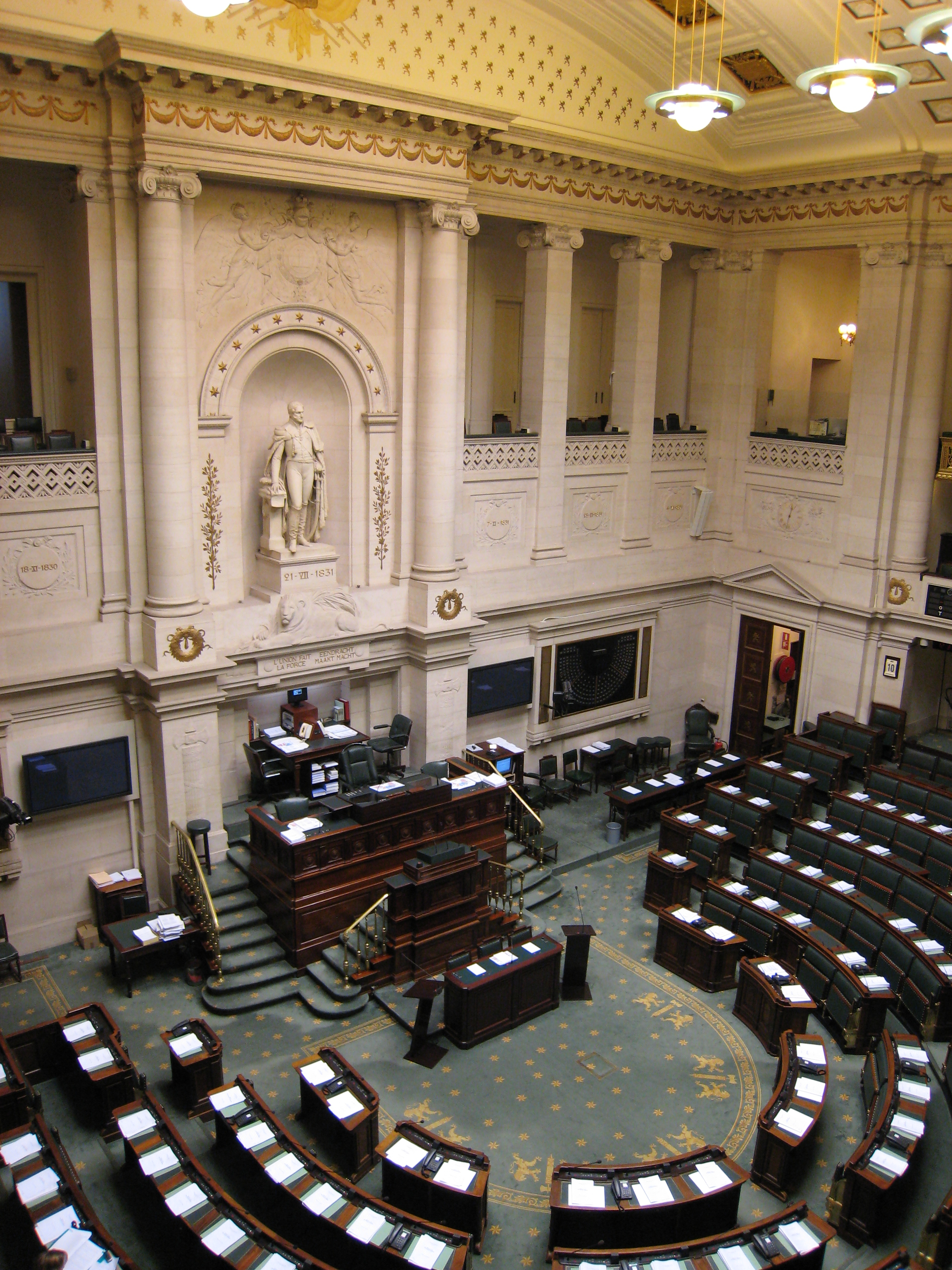
Der Sitzungssaal (Halbrund) der Abgeordnetenkammer

Die Abgeordnetenkammer (niederländisch Kamer van Volksvertegenwoordigers, französisch Chambre des Représentants) ist das Unterhaus des Parlaments und zählt 150 Mitglieder. Sie teilt sich in eine niederländische Sprachgruppe (zurzeit 87 Abgeordnete) und eine französische Sprachgruppe (zurzeit 63 Abgeordnete) auf. Im Gegensatz zum Senat ist die Anzahl der Mitglieder jeder Sprachgruppe in der Kammer nicht festgelegt. Je nachdem, wie die Bevölkerungszahlen sich entwickeln und sich das Verhältnis zwischen flämischen und französischsprachigen Bürgern verändert, haben auch die Sprachgruppen in der Kammer nach jeder Wahl mehr oder weniger Sitze.
Die Volksvertreter werden für fünf Jahre von der Bevölkerung direkt gewählt; die Wahlen finden am selben Tag wie die Europawahlen statt und die Kammer wird zu diesem Zeitpunkt vollständig erneuert. Die Wahl erfolgt nach dem System der verhältnismäßigen Vertretung. Wahlberechtigt (aktives Wahlrecht) sind alle belgischen Bürger, die das achtzehnte Lebensjahr vollendet haben und sich nicht in einem der gesetzlichen Ausschlussfälle befinden. Um Abgeordneter der Kammer zu werden (passives Wahlrecht) müssen vier Bedingungen erfüllt sein: Der Kandidat muss belgischer Staatsbürger sein, seine zivilen und politischen Rechte besitzen, mindestens 18 Jahre alt sein und seinen Wohnsitz in Belgien haben. Niemand darf gleichzeitig Mitglied der Kammern und des Senats sein.
Die Abgeordnetenkammer nimmt insbesondere folgende Aufgaben wahr:
- Föderalgesetzgebung: Gemeinsam mit dem Senat und dem König übt die Abgeordnetenkammer die föderale legislative Gewalt aus (siehe weiter unten).[68]
- Regierungskontrolle: Seit der vierten Staatsreform (1993) muss sich die Föderalregierung vor ihrem Antritt einer Vertrauensabstimmung in der Abgeordnetenkammer – und nicht mehr im Senat – stellen. Die Regierung muss sich ferner für ihre Politik vor dem Parlament verantworten und ihm Rede und Antwort stehen. Die Minister der Regierung sind allein der Abgeordnetenkammer gegenüber verantwortlich.[75] Zur Kontrolle der Regierung gehört ebenfalls die Kontrolle der einzelnen Minister und Staatssekretäre, deren Anwesenheit die Abgeordnetenkammer verlangen kann.[76] Die Abgeordneten verfügen über ein „Interpellationsrecht“ und können im Anschluss an jede Interpellation ein Vertrauensvotum gegenüber dem Minister oder der Regierung anstreben.[77]
- Haushalt: Die Regierungskontrolle erstreckt sich insbesondere auf den Staatshaushalt und die Finanzen. Für die jährliche Verabschiedung des Haushaltes ist allein die Abgeordnetenkammer befugt.[78] Die Kammer wird bei der Haushaltskontrolle vom Rechnungshof unterstützt.[79]
- Untersuchungsrecht: Die Abgeordnetenkammer hat ein Untersuchungsrecht, was bedeutet, dass sie einen Untersuchungsausschuss bilden kann, der die gleichen Zuständigkeiten besitzt wie ein Untersuchungsrichter.[80]
- Verfassungsrevision: Die Abgeordnetenkammer tritt gemeinsam mit dem Senat und dem König auch als Verfassungsgeber auf (siehe weiter unten).[67]
- Thronfolge: Bei der Bestimmung eines Nachfolgers des Königs werden die Abgeordnetenkammer und der Senat entscheidend tätig (siehe weiter unten).

Die Abgeordnetenkammer wird von Rechts wegen aufgelöst, wenn eine Erklärung zur Verfassungsrevision eingereicht wird (siehe oben). Der König hat seinerseits mit Gegenzeichnung eines Ministers und dem mehrheitlichen Einverständnis der Kammer das Recht, in folgenden Fällen die Abgeordnetenkammer aufzulösen und binnen 40 Tagen Neuwahlen auszurufen:
- wenn ein Vertrauensantrag der Regierung abgelehnt wird und die Kammer nicht in den nächsten drei Tagen einen Nachfolger für den Premierminister zur Ernennung vorschlägt;
- wenn ein Misstrauensantrag gegen die Regierung angenommen wird und nicht gleichzeitig ein Nachfolger für den Premierminister vorgeschlagen wurde (konstruktives Misstrauensvotum);
- wenn die Föderalregierung zurücktritt.

Derzeitiger Präsident der Abgeordnetenkammer ist Siegfried Bracke (N-VA).

#### Senat

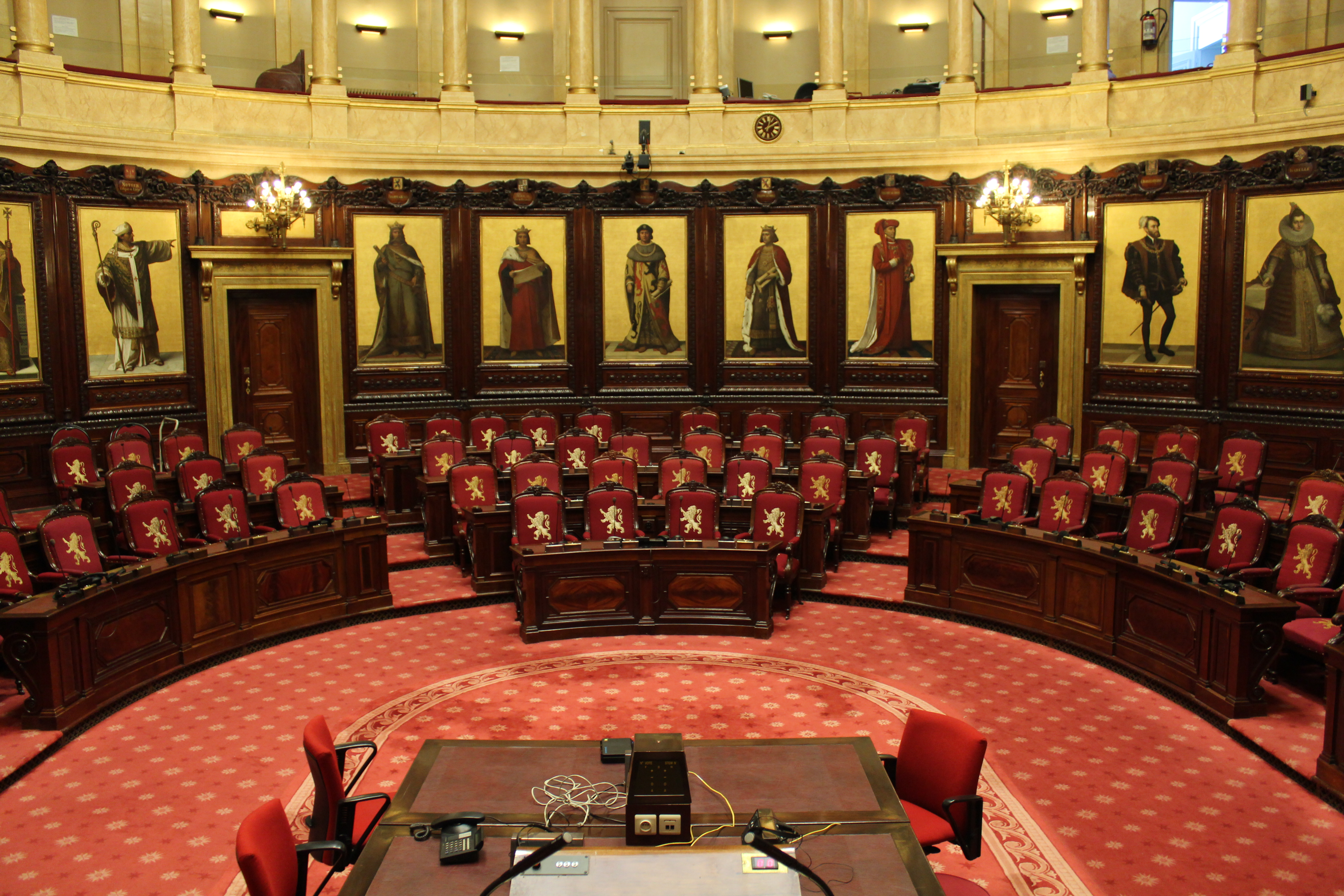
Der Sitzungssaal (Halbrund) des Senats

Der Senat (niederländisch Senaat, französisch Sénat) ist das Oberhaus des Parlaments. Seit der Staatsgründung im Jahr 1831 hat er tiefgreifende Reformen bezüglich seiner Zusammensetzung und seiner Zuständigkeiten durchgangen: Von einer der Aristokratie vorbehaltenen Versammlung hat er sich zu einer „Überlegungskammer“ entwickelt. Es werden jedoch regelmäßig Rufe nach der Einführung eines Einkammersystems und der endgültigen Abschaffung des Senats laut.
Der Senat zählt 60 Mitglieder, die in zwei Kategorien eingeteilt werden können:
- Gemeinschafts- und Regionalsenatoren: 50 Senatoren werden von den Parlamenten der Gemeinschaften und Regionen gemäß den in der Verfassung festgelegten Regeln aus ihrer Mitte bestimmt.[85]
  - 29 Senatoren aus dem Flämischen Parlament oder aus der niederländischen Sprachgruppe des Parlaments der Region Brüssel-Hauptstadt (VGC). Von diesen Senatoren muss mindestens einer am Tag seiner Wahl seinen Wohnsitz im zweisprachigen Gebiet Brüssel-Hauptstadt haben;[86]
  - 10 Senatoren aus dem Parlament der Französischen Gemeinschaft. Von diesen Senatoren müssen mindestens 3 Mitglieder der französischen Sprachgruppe des Parlaments der Region Brüssel-Hauptstadt (COCOF) sein, wobei einer dieser 3 nicht unbedingt Mitglied des Parlaments der Französischen Gemeinschaft sein muss;[87]
  - 8 Senatoren aus dem Parlament der Wallonischen Region;
  - 2 Senatoren aus der französischen Sprachgruppe des Parlaments der Region Brüssel-Hauptstadt (COCOF);
  - 1 Senator aus dem Parlament der Deutschsprachigen Gemeinschaft;
- Kooptierte Senatoren: 10 Senatoren werden von den vorhergenannten Senatoren bestimmt.[88]
  - 6 Senatoren von den Senatoren der niederländischen Sprachgruppe;
  - 4 Senatoren von den Senatoren der französischen Sprachgruppe.

Im Senat sind demnach 35 niederländischsprachige, 24 französischsprachige und 1 deutschsprachiger Senator vertreten. Letztgenannter gehört keiner offiziellen Sprachgruppe an. Die Bedingungen, um als Senator bestimmt werden zu können (passives Wahlrecht), sind dieselben wie bei der Abgeordnetenkammer (siehe oben). Die direkt gewählten Senatoren sowie die Senatoren „von Rechts wegen“ (das heißt die Kinder des Königs) wurden anlässlich der sechsten Staatsreform (2014) abgeschafft.
Seit dem Inkrafttreten der sechsten Staatsreform (2014) besitzt der Senat nur noch eingeschränkte Befugnisse:
- Föderale Gesetzgebung: Auch wenn die Verfassung weiterhin vorsieht, dass er gemeinsam mit der Abgeordnetenkammer und dem König die föderale legislative Gewalt ausübt,[68] ist der Senat nur noch in den in der Verfassung begrenzt vorgesehenen Fällen der Zweikammerverfahren gesetzgeberisch tätig (siehe weiter unten).
- Regierungskontrolle: Die Regierung ist allein gegenüber der Abgeordnetenkammer verantwortlich (siehe oben). Dennoch kann der Senat die Anwesenheit der Minister zwecks Anhörung verlangen, wenn der Senat im Zweikammerverfahren über ein Gesetz berät. In allen anderen Fällen kann er lediglich um die Anwesenheit der Minister „bitten“.[76]
- Haushalt: Die einzige Befugnis des Senats bei der Haushaltsführung betrifft die Verabschiedung seines eigenen Haushaltes.[92] Für alle weiteren Aspekte des Staatshaushaltes ist ausschließlich die Abgeordnetenkammer zuständig (siehe oben).
- Verfassungsrevision und Thronfolge: Hier nimmt der Senat weiterhin seine Rolle als vollwertige zweite Kammer wahr (siehe weiter unten).
- Informationsbericht: Seit der sechsten Staatsreform (2014) verfügt der Senat, anders als die Abgeordnetenkammer, nicht mehr über ein Untersuchungsrecht (siehe oben). Stattdessen sieht die Verfassung nunmehr vor, dass er „Fragen, die ebenfalls Folgen für die Befugnisse der Gemeinschaften oder der Regionen haben,“ in einem Informationsbericht behandeln kann.[93]
- Interessenskonflikte: Dem Senat wird eine besondere Rolle bei der Klärung von Interessenskonflikten zwischen den verschiedenen Parlamenten zuteil (siehe oben).

Das Mandat der Gemeinschafts- und Regionalsenatoren endet nach der vollständigen Erneuerung des Parlaments, das sie bestimmt hat, während das der kooptierten Senatoren nach der vollständigen Erneuerung Abgeordnetenkammer endet. Seit 2014 zieht die Auflösung der Kammer nicht mehr die Auflösung des Senats mit sich.
Derzeitige Präsidentin des Senats ist Christine Defraigne (MR).

#### Gesetzgebungsverfahren

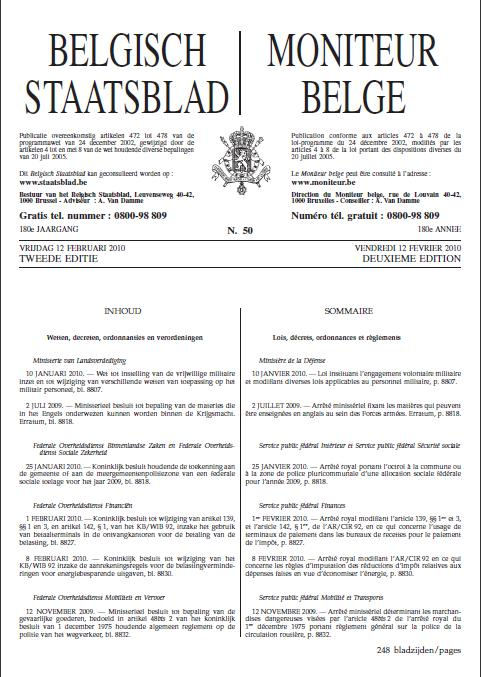
Erste Seite des Belgischen Staatsblatts

Die föderalen legislativen Rechtsnormen werden Gesetze genannt. Die Abgeordneten, die Senatoren (allerdings nur im Rahmen des verpflichtenden Zweikammerverfahrens) und die Regierung besitzen das Initiativrecht und können Gesetzesvorschläge beziehungsweise -entwürfe einreichen. Diese werden in der Regel mit einer absoluten Mehrheit (50 % + 1, das heißt mindestens 76 Abgeordnete in der Kammer und gegebenenfalls 31 Senatoren) der abgegebenen Stimmen bei einer Anwesenheit der Mehrheit der Mitglieder (50 % + 1) verabschiedet. Bei Sondergesetzen sind die Mehrheitsverhältnisse verschieden.
Die Verfassung sieht drei verschiedene Gesetzgebungsverfahren vor:
- Einkammerverfahren:[98] Seit der sechsten Staatsreform (2014) ist dieses das Standardverfahren, während die Zweikammerverfahren die Ausnahme bilden. So werden beispielsweise Initiativen im Zivilrecht, Strafrecht, Sozialrecht oder zur Gerichtsorganisation mittels des Einkammerverfahrens abgehandelt. Die Möglichkeit einer zweiten Lesung ist bei diesem Verfahren vorgesehen.[99]
- Verpflichtendes Zweikammerverfahren:[100] Im Jahr 1831 war dieses Verfahren der absoluten Gleichberechtigung von Kammer und Senat noch der Regelfall. Heute findet es nur noch in den Fällen Anwendung, in denen die Staatstruktur (Verfassung und Sondergesetze), die Kontrolle der politischen Parteien oder die Organisation und Finanzierung des Senats betroffen ist. In diesen Fällen muss ein Gesetzesentwurf oder -vorschlag sowohl von der Abgeordnetenkammer als auch vom Senat in gleichlautender Fassung verabschiedet werden, bevor er dem König zur Ausfertigung vorgelegt werden kann.
- Nicht verpflichtendes Zweikammerverfahren:[101] Bei diesem Verfahren entscheidet die Abgeordnetenkammer während der Senat die Rolle einer „Beratungs- und Überlegungskammer“ wahrnimmt. Der Senat kann Gesetzesentwürfe oder -vorschläge der Kammer innerhalb festgelegter Fristen überprüfen und Abänderungen vorschlagen (Evokationsrecht). Die letztendliche Entscheidung liegt jedoch immer bei der Abgeordnetenkammer. Dieses Verfahren findet Anwendung auf Gesetze zur Ausführung von Sondergesetzen, Gesetze zur Gewährleistung der Einhaltung der internationalen und überstaatlichen Verpflichtungen, Gesetze über den Staatsrat und die föderalen Verwaltungsgerichtsbarkeiten sowie auf einige besondere in der Verfassung erwähnte Gesetze.[102]

Die Gesetze sind erst dann rechtskräftig, wenn sie im Belgischen Staatsblatt veröffentlicht wurden.
Die Prozedur zur Verfassungsrevision unterscheidet sich von den normalen Gesetzgebungsverfahren: Zuerst werden diejenigen Artikel identifiziert, die zur Revision freigegeben werden sollen. Die entsprechenden Listen werden im Staatsblatt veröffentlicht. Nach dieser Erklärung das Parlament von Rechts wegen aufgelöst. Es ist daher üblich, dass solche Erklärungen zur Verfassungsrevision am Ende einer regulären Legislaturperiode stattfinden. Nach den Neuwahlen sind Kammer und Senat, gemeinsam mit dem König, als verfassungsgebend zu betrachten. Dies bedeutet, dass sie die Artikel, die auf den Listen standen – und nur diese Artikel – abändern dürfen (aber nicht unbedingt müssen). Die Abänderung eines Verfassungsartikels benötigt ein besonderes Quorum und eine besondere Mehrheit (Zweidrittelmehrheit bei einer Anwesenheit von Zwei Dritteln der Mitglieder).

### Exekutive

Die föderale Exekutivgewalt Belgiens
König
Föderalregierung

Die föderale ausführende Gewalt liegt beim König, derzeit König Philippe. Die persönliche Macht des Königs wird allerdings stark durch das Prinzip der Gegenzeichnung eingeschränkt, wodurch die gesamte Verantwortlichkeit einer Entscheidung des Königs auf die Föderalregierung und die Minister übertragen wird (siehe oben). Konkret bedeutet dies, dass alle Aufgaben, die die Verfassung oder einzelne Gesetze dem König anvertrauen (wie die Leitung der Streitkräfte, die Führung der diplomatischen Beziehungen oder selbst die Ernennung einer neuen Regierung), in Wahrheit nicht vom König allein ausgeführt werden können, sondern immer die Zustimmung eines Ministers benötigen. So sind es eigentlich die Regierung und die einzelnen Minister, die alle politischen Entscheidungen der Exekutive treffen und dem König diese lediglich zur Unterschrift vorlegen. Diese Unterschrift des Königs, obschon sie heute nicht mehr als eine einfache Formalität darstellt, bleibt notwendig; auch die Regierung kann also im Prinzip nicht „alleine regieren“.

#### König

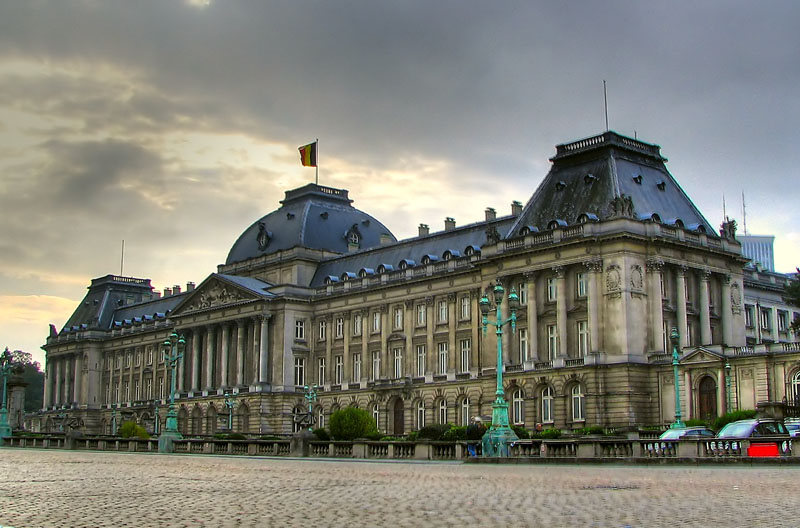
Der Königliche Palast in Brüssel

Belgien ist seit der Staatsgründung im Jahr 1831 eine Monarchie und das Staatsoberhaupt ist der „König der Belgier“ (niederländisch Koning der Belgen, französisch Roi des Belges), dessen persönliche Befugnisse, wie in einer konstitutionellen Monarchie üblich, durch die Verfassung geregelt werden (siehe oben). Neben seiner gesamtbelgischen Funktion als Staatsoberhaupt ist der König auch Teil der legislativen und exekutiven Gewalt auf föderaler Ebene. Die Verfassung regelt darüber hinaus, dass der König nur mit Zustimmung der Abgeordnetenkammer und des Senats gleichzeitig das Oberhaupt eines anderen Staates werden darf.
Die Verfassung hält den Grundsatz der Erbmonarchie fest, in der die Erbfolge „in gerader Linie über auf die leibliche und legitime Nachkommenschaft S.M. Leopold, Georg, Christian, Friedrich von Sachsen-Coburg, und zwar nach dem Recht der Erstgeburt“, geregelt ist. Uneheliche Kinder des Königs sind also von der Thronfolge ausgeschlossen. Der im Jahr 1831 ursprünglich festgehaltene Passus zum „immerwährenden Ausschluss der Frauen und ihrer Nachkommenschaft“ von der Krone (Lex Salica) wurde Mitte der 1990er Jahre aus der Verfassung gestrichen. Die Verfassung verfügt des Weiteren, dass ein Nachfolger sein Recht auf den Thron verwirkt, wenn er ohne die Zustimmung des Königs heiratet. Allerdings kann der König mit dem Einverständnis der Abgeordnetenkammer und des Senats die Rechte des/der Betroffenen wieder einsetzen. Falls der König keine Nachkommen hat, kann der König mit der Zustimmung des Parlaments einen Nachfolger bestimmen; wenn zum Zeitpunkt seines Todes kein Nachfolger ernannt wurde, wird der Thron vakant. Tritt dieser Fall ein, dann bestimmen Abgeordnetenkammer und Senat zunächst einen Regenten und sorgen nach Neuwahlen endgültig für die Neubesetzung des Thrones.
Beim Ableben des Königs tritt die Abgeordnetenkammer mit dem Senat zusammen; diese bilden dann die „vereinigten Kammern“. Vor den vereinigten Kammern leistet der Thronfolger daraufhin den Verfassungseid; nur so beschreitet er den Thron. Der Spruch „Der König ist tot, es lebe der König“ findet in Belgien also keine Anwendung. Die Verfassung sieht die Abdankung des Königs zwar förmlich nicht vor, doch wird in diesem Fall dasselbe Prozedere wie bei einem Todesfall des Königs angewandt. Ist der Thronfolger noch minderjährig oder aber der amtierende König in der Unmöglichkeit zu herrschen (beispielsweise wegen schwerer Krankheit), sorgen die vereinigten Kammern für die Vormundschaft und Regentschaft. Die Regentschaft darf nur einer einzelnen Person übertragen werden und der Regent muss ebenfalls den Verfassungseid leisten.
Zur Deckung der Kosten der Monarchie wird zu Beginn der Herrschaft eines jeden Königs die Zivilliste gesetzlich festgelegt.

#### Föderalregierung

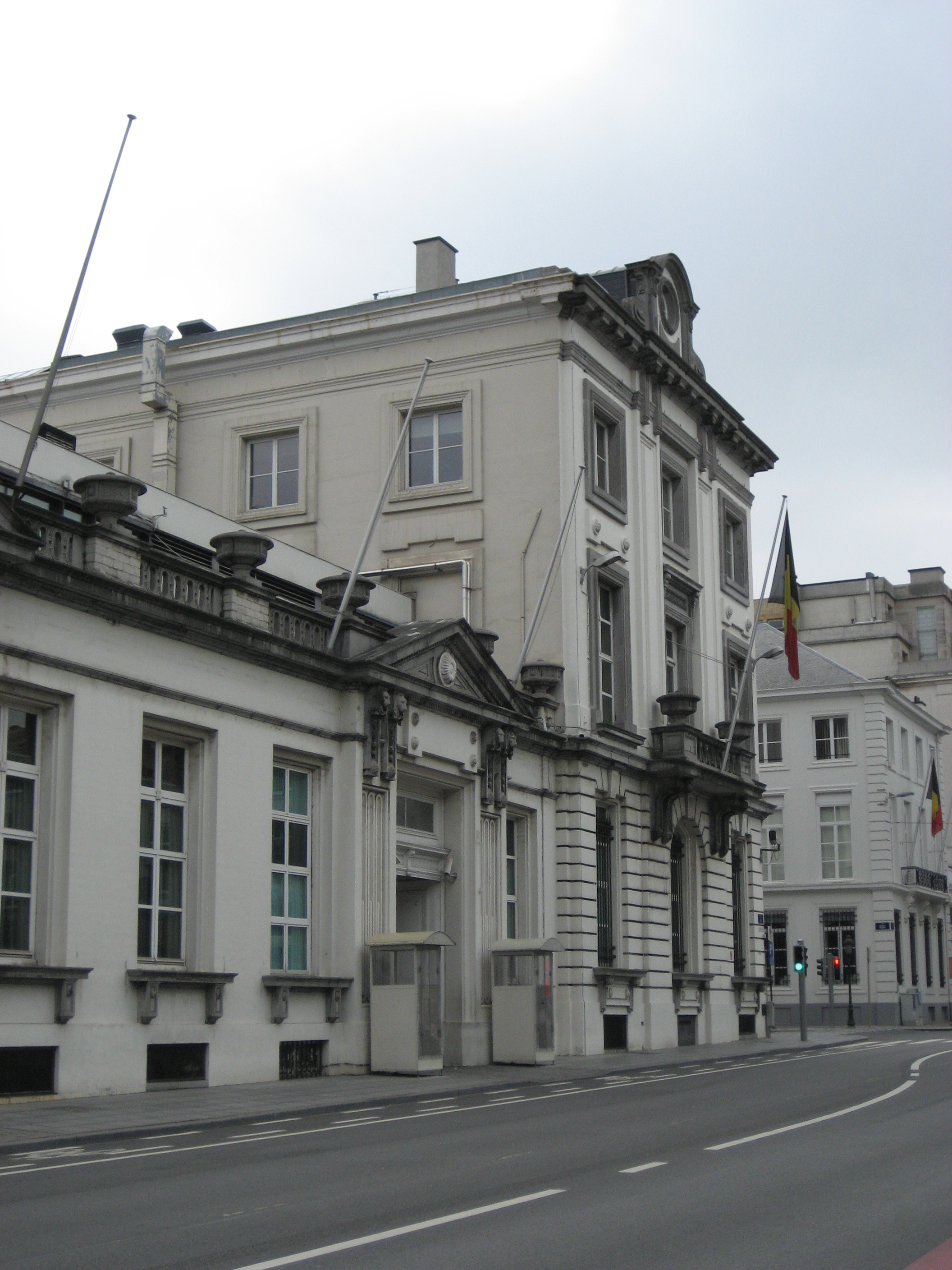
Der Sitz der Föderalregierung in der Wetstraat/Rue de la loi in Brüssel

Die Föderalregierung oder föderale Regierung (niederländisch Federale regering, französisch Gouvernement fédéral), manchmal auch einfach „belgische Regierung“ oder „nationale Regierung“ (veraltet) genannt, übt auf Bundesebene die Exekutivgewalt aus. Sie setzt sich wie folgt zusammen:
- Premierminister: Der Premierminister ist der föderale Regierungschef und somit einer der wichtigsten politischen Amtsträger des Landes. Er muss sich als „Premierminister aller Belgier“ profilieren können und sich um eine sprachlich neutrale Position bemühen. Da der belgische Staat auf einer Großzahl sensibler Kompromisse zwischen den beiden großen Gemeinschaften beruht, sieht die Verfassung daher ein besonderes Statut für den Premierminister vor. So weicht sie bei der Frage nach der sprachlichen Zugehörigkeit des Premierministers vom Prinzip des Gleichgewichts zwischen niederländisch- und französischsprachigen Ministern im Ministerrat (siehe unten) ab, indem sie den Premierminister „eventuell ausnimmt“.[116] Mit dieser Formulierung kann sich der Premierminister einerseits als neutral präsentieren (er muss sich nicht für eine Sprache „entscheiden“) und braucht andererseits seine Herkunft nicht zu verneinen.[117] Der Premierminister führt als primus inter pares die Regierung an und hat den Vorsitz des Ministerrats inne. Er vertritt die Regierung in den verschiedenen Institutionen und repräsentiert das Land auf internationaler Ebene.
- Minister: Die Anzahl der Minister in der Föderalregierung ist seit 1993 auf höchstens 15 festgelegt, Premierminister einschließlich.[118] Mit einer Ausnahme für den Premier, schreibt die Verfassung ein sprachliches Gleichgewicht in der Regierung vor: „Den Premierminister eventuell ausgenommen, zählt der Ministerrat ebenso viele niederländischsprachige wie französischsprachige Minister“.[116] Zudem ist vorgesehen, dass die Föderalregierung sowohl aus männlichen als auch aus weiblichen Ministern zusammengesetzt sein muss.[119] Um als Minister ernannt werden zu können, müssen die folgenden Bedingungen eingehalten werden:
  - Die belgische Staatsangehörigkeit besitzen;[120]
  - Nicht Mitglied der königlichen Familie sein;[121]
  - Sich nicht in einem der Unvereinbarkeitsfälle befinden. Um die Gewaltentrennung einzuhalten, hört daher ein Mitglied der Kammer oder des Senats auf zu tagen, sobald es ein Ministeramt annimmt.[122]
- Staatssekretäre: Die Staatssekretäre sind integraler Bestandteil der Regierung, gehören aber nicht dem Ministerrat im engeren Sinne an und unterstehen immer einem Minister.[123] Die Zuständigkeit eines Staatssekretärs schließt nie die des übergeordneten Ministers aus, und dieser bleibt immer befugt, sich selbst gewisser Akten anzunehmen.[124] Es sind keine Höchstzahl und kein notwendiges Gleichgewicht zwischen niederländisch- und französischsprachigen Staatssekretären vorgesehen. Ansonsten ist das Statut mit dem der Minister identisch und sie besitzen grundsätzlich die gleichen Zuständigkeiten wie die Minister.[125]

Der König ernennt (mit Gegenzeichnung eines Ministers) die Regierung und ihre Minister und Staatssekretäre. Das eigentliche Verfahren der Regierungsbildung sieht allerdings verschiedene Etappen vor, die teils auf Verfassungsregeln und teils auf politische Traditionen und Gewohnheiten zurückzuführen sind. So kann der König nach seinen ersten Sondierungen, einen oder mehrere „Informatoren“ oder „Untersucher“ (Informateur) beauftragen, bevor er den eigentlichen Regierungsbildner (Formateur) bestimmt, der mit den Koalitionsparteien das gemeinsame Regierungsprogramm ausarbeitet und die Ministerposten in der Regierung verteilt. Sind die Verhandlungen zur Regierungsbildung abgeschlossen, begeben sich der Regierungsbildner und die zukünftigen Minister zur Residenz des Königs und legen dort ihren Eid ab. Ein Königlicher Erlass, mit dem der König die neue Regierung ernennt, wird verfasst und im Staatsblatt veröffentlicht. Mit diesem Schritt findet offiziell die Ablösung der alten Regierung durch die neue Regierung statt. Die neue Regierung, obwohl rechtskräftig gebildet, ist erst dann funktionstüchtig, wenn sie das Vertrauen der Abgeordnetenkammer erhalten hat (siehe oben).
Der König, das heißt in Wirklichkeit die Föderalregierung, nimmt insbesondere folgende Aufgaben wahr:
- Ausführende Gewalt: Die Regierung erhält als Exekutivbehörde ihre Aufgaben seitens des Gesetzgebers.[129] Der erste der Regierung obliegende Ausführungsakt ist dabei die Sanktion und die Ausfertigung der Gesetze durch den König.[130] Die Verfassung sieht ferner vor, dass der König (und die Regierung) die zur Ausführung der Gesetze notwendigen Maßnahmen erlässt, ohne die Gesetze selbst aussetzen oder von ihrer Ausführung entbinden zu dürfen.[131]
- Gesetzesinitiative: Neben den Mitgliedern der Abgeordnetenkammer und des Senats besitzt auch die Regierung für die Erstellung von Gesetzen ein Initiativrecht (siehe oben).[96]
- Verwaltung und Diplomatenkorps: Der König ernennt die Beamten der allgemeinen Verwaltung und der auswärtigen Beziehungen.[132] Die Regierung organisiert ihre Ministerien, die seit dem Jahr 2000 Föderale Öffentliche Dienste (FÖD) genannt werden.
- Internationale Beziehungen: Der König leitet die internationalen Beziehungen.[133] Seit der vierten Staatsreform (1993) sind jedoch sowohl die Regierungen der Gemeinschaften als auch die der Regionen innerhalb ihres jeweiligen Zuständigkeitsbereiches befugt, eigene internationale Beziehungen zu führen (siehe oben).
- Streitkräfte: Der König befehligt formal die Streitkräfte, stellt den Kriegszustand sowie das Ende der Kampfhandlungen fest. Er setzt das Parlament davon in Kenntnis, sobald das Interesse und die Sicherheit des Staates es erlauben, und fügt die angemessenen Mitteilungen hinzu.[134] Selbstverständlich übt der König, obwohl er der verfassungsrechtliche Oberbefehlshaber ist, heutzutage nicht mehr selbst diese Zuständigkeit aus, sondern überlässt sie dem Verteidigungsminister. Dieser wird vom militärischen Befehlshaber (CHOD – Chief of Defense) beraten. Der König verleiht zudem mittels Gegenzeichnung des Verteidigungsministers die Dienstgrade in der Armee und die militärischen Orden.[135]
- Justizwesen: Die Entscheide und Urteile der belgischen Gerichte und Gerichtshöfe werden im Namen des Königs vollstreckt.[136] Der König ernennt die Richter an den Gerichten und Gerichtshöfen, bestimmt ihre Präsidenten und ernennt ebenfalls die Mitglieder der Staatsanwaltschaft gemäß den Modalitäten des Gerichtsgesetzbuches.[137] Während die Regierung die Mitglieder der Staatsanwaltschaft auch entlassen kann, werden die Richter grundsätzlich auf Lebenszeit ernannt, was ihnen eine gewisse Unabhängigkeit gegenüber der Exekutiven gibt.[138] Seit 1998 schlägt ein Hoher Justizrat die Personen vor, die für ein Richteramt in Frage kommen.[139]
- Andere: Der König besitzt das Münzrecht.[140] Auch erhält der König das Privileg, Adelstitel zu verleihen. Doch präzisiert die Verfassung, dass an solche Titel niemals ein Privileg gebunden werden darf.[141]

Genau wie die Ernennung obliegt die Entlassung der Regierung oder einzelner Minister formell dem König (mit der Gegenzeichnung eines Ministers). In drei Fällen kann das Ende einer Regierung bewirkt werden:
- Rücktritt: Wenn in diesem Fall keine neue Mehrheit im Parlament zustande kommt, kann der König, nachdem die Abgeordnetenkammer mit absoluter Mehrheit zugestimmt hat, die Auflösung der Kammern anordnen und vorgezogene Neuwahlen ausrufen.[142]
- Misstrauensvotum: Die Regierung verliert die Mehrheit in der Abgeordnetenkammer. Diese stimmt mit absoluter Mehrheit einem Misstrauensantrag zu und schlägt dem König einen neuen Premierminister zur Ernennung vor.[143] Wird gleichzeitig zum Misstrauensvotum kein neuer Premierminister vorgeschlagen, kann der König die Kammern auflösen und Neuwahlen anordnen.[144]
- Abgelehnte Vertrauensfrage: Die Regierung verliert auch in diesem Fall die Mehrheit in der Abgeordnetenkammer. Die absolute Mehrheit der Abgeordneten verweigert der Regierung das Vertrauen, nachdem diese der Kammer die Vertrauensfrage gestellt hat. Binnen drei Tagen nach dieser Ablehnung schlägt die Abgeordnetenkammer dem König einen neuen Premierminister zur Ernennung vor.[143] Wird innerhalb von drei Tagen nach einer abgelehnten Vertrauensfrage kein neuer Premierminister vorgeschlagen, kann der König die Kammern auflösen und Neuwahlen anordnen.[145]

### Judikative
| _ Ein für das ganze Land                |
| _ Nach Rechtsgebiet strukturiert        |
| _ Nach Provinz (+ Brüssel) strukturiert |
| _ Nach Gerichtsbezirk strukturiert      |
| _ Nach Kanton strukturiert              |

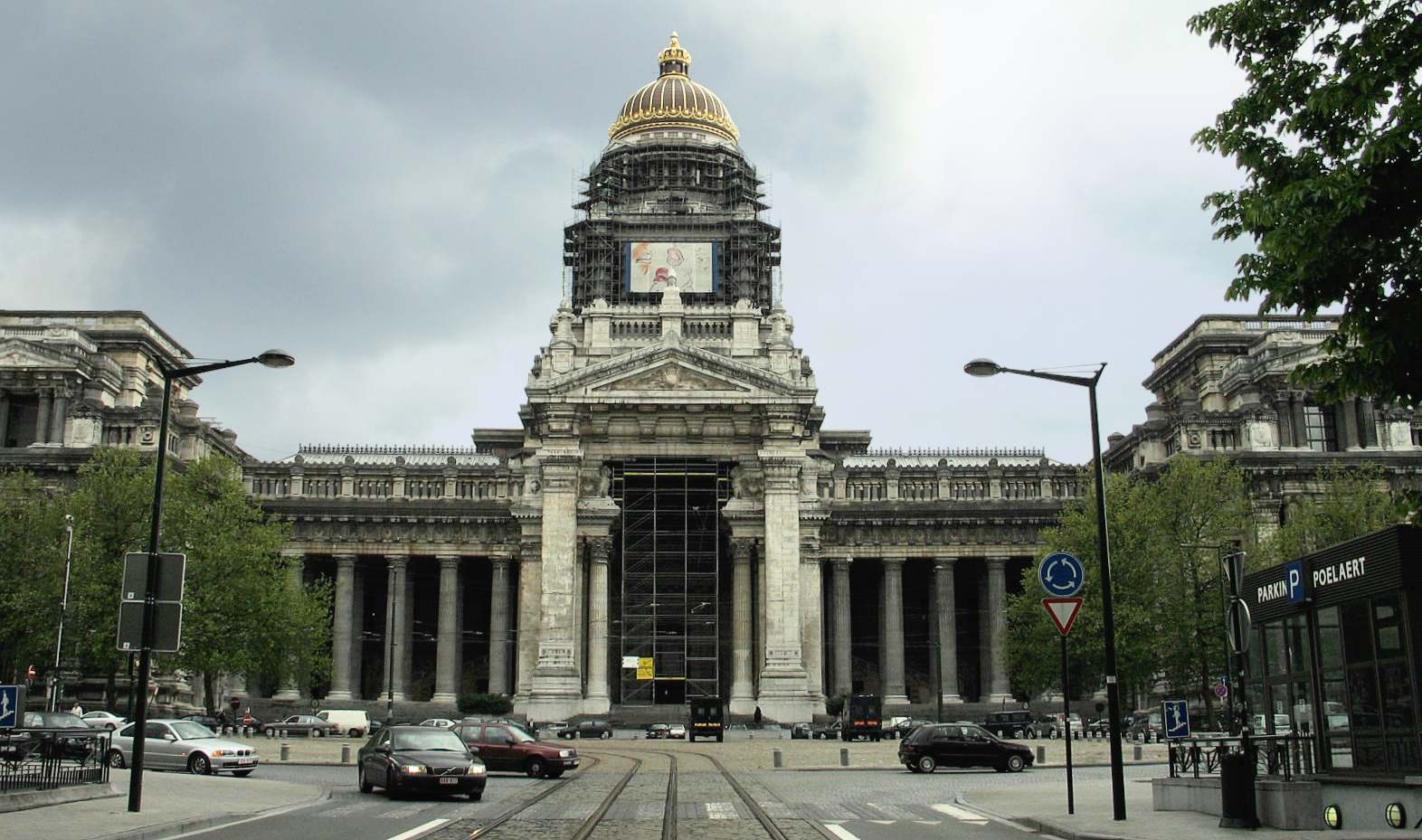
Der Brüsseler Justizpalast

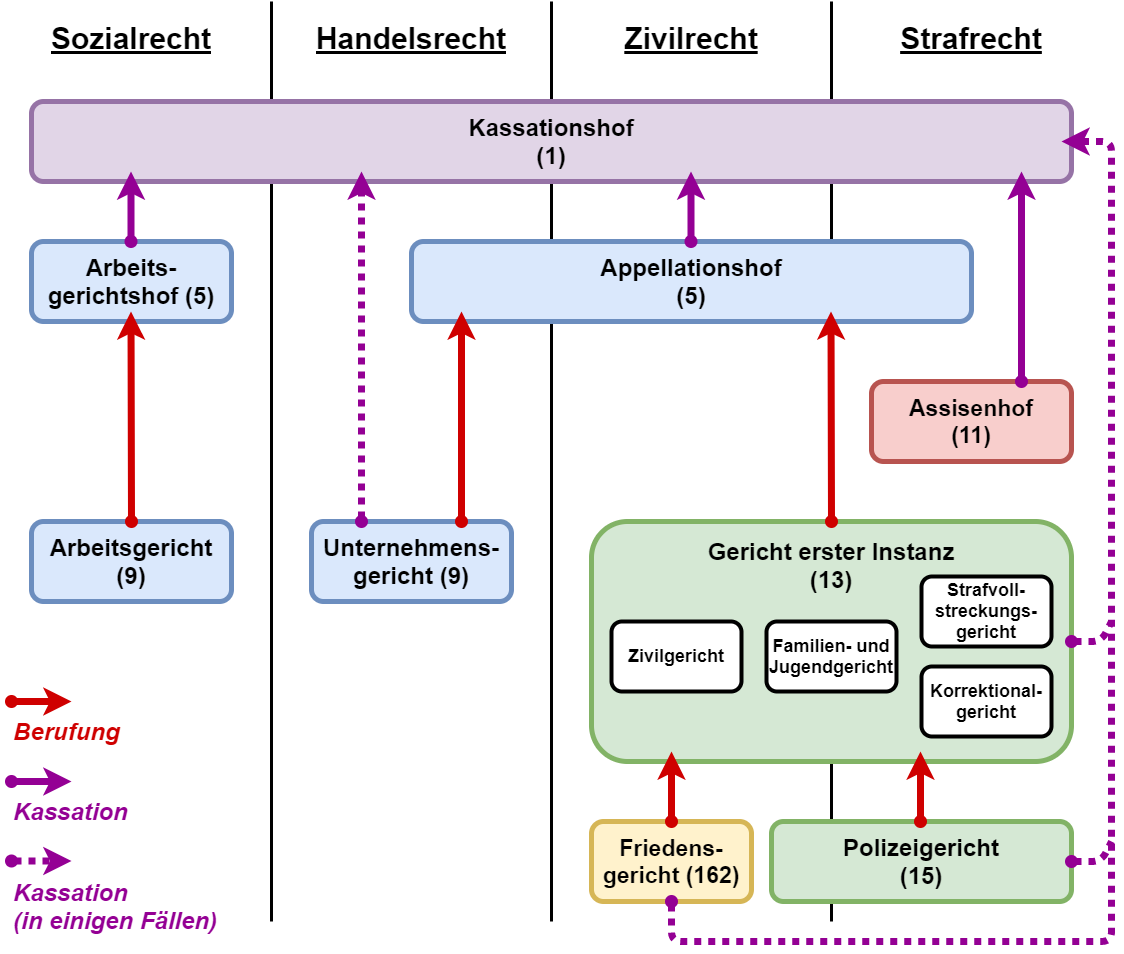
Belgische Gerichtsbehörde ab 2020:

Die judikative Gewalt umfasst drei Gerichtsbarkeiten, die unterschiedlich strukturiert sind: die ordentliche Gerichtsbarkeit, die Verwaltungsgerichtsbarkeit und die Verfassungsgerichtsbarkeit.
Die ordentliche Gerichtsbarkeit befasst sich mit allen privat- und strafrechtlichen Angelegenheiten sowie mit den gerichtlichen Auseinandersetzungen im Handels-, Arbeits- und Sozialrecht. Die Gerichtsorganisation gilt für ganz Belgien und ist pyramidal aufgebaut, wobei die übergeordnete Instanz in der Regel als Berufungsebene gilt:
- An der Basis gibt es die verschiedenen Friedens- und Polizeigerichte.
- Auf Ebene der 12 Gerichtsbezirke befinden sich die Gerichte Erster Instanz, die die verschiedenen Zivil-, Straf-, Jugend-, Familien- oder Untersuchungsgerichte umfassen, sowie die spezialisierten Handels- und Arbeitsgerichte (Schöffengerichte). Für jeden Gerichtsbezirk gibt es mindestens eine staatsanwaltliche Vertretung unter der Leitung des Prokurators des Königs. Dazu gibt es in jeder Provinz sowie in Brüssel jeweils einen Assisenhof (Geschworenengericht), der besonders schwere Verbrechen behandelt.
- Auf der vorletzten Ebene sind die fünf Appellations- und Arbeitshöfe angesiedelt, die sich in Brüssel, Antwerpen, Gent, Lüttich und Mons befinden.[146]
- An der Spitze der ordentlichen Gerichtsbarkeit steht seit 1831 der Kassationshof.[147] Der Kassationshof entscheidet in letzter Instanz über Rechtsmittel gegen Entscheidungen der untergeordneten Gerichte, wobei er diese entweder kassieren oder bestätigen, nicht jedoch selbst entscheiden kann. Außerdem entscheidet er auch in Zweifelsfällen über die Zuständigkeit des Rechtsweges zu den ordentlichen oder Verwaltungsgerichten.[148]

An der Spitze der Verwaltungsgerichtsbarkeit befindet sich seit 1946 der Staatsrat. Dieser steht einer Vielzahl von untergeordneten föderalen und gemeinschaftlichen beziehungsweise regionalen Verwaltungsgerichtsbarkeiten vor, die jeweils einen besonderen Bereich abdecken (wie beispielsweise der Rat für Ausländerstreitsachen).
Die Verfassungsgerichtsbarkeit wird seit 1980 durch den Verfassungsgerichtshof (ehemals Schiedshof) wahrgenommen, der sich aus zwölf Richtern zusammensetzt, die die Einhaltung der Verfassung durch die Gesetzgeber in Belgien überwachen. Er kann Gesetze, Dekrete und Ordonnanzen für nichtig erklären, für verfassungswidrig erklären und einstweilig aufheben, und zwar wegen Verstoßes gegen Titel II der Verfassung (Rechte und Freiheiten der Belgier), gegen deren Artikel 143 („Bundestreue“) sowie 170 und 172 (Legalität und Gleichheit in Steuersachen) und 191 (Ausländerschutz) sowie gegen die in der Verfassung und in den Gesetzen zur Reform der Institutionen enthaltenen Regeln der Zuständigkeitsverteilung. Der Verfassungsgerichtshof urteilt aufgrund von Klagen oder von Vorabentscheidungsfragen.

## Gliedstaatliche Ebene

### Gemeinschaften

Die drei Gemeinschaften Belgiens
Flämische Gemeinschaft
Französische Gemeinschaft
Deutschsprachige Gemeinschaft

#### Gebiet und Zuständigkeiten

Die drei Gemeinschaften Belgiens

Die drei Regionen Belgiens

Belgien ist seit 1970 in drei Gemeinschaften aufgeteilt:
- die Flämische Gemeinschaft, die das niederländische Sprachgebiet sowie das zweisprachige Gebiet Brüssel-Hauptstadt umfasst
- die Französische Gemeinschaft, die das französische Sprachgebiet sowie das zweisprachige Gebiet Brüssel-Hauptstadt umfasst
- die Deutschsprachige Gemeinschaft (im deutschsprachigen Belgien oft „DG“ abgekürzt), die ausschließlich das deutsche Sprachgebiet umfasst

Die drei Gemeinschaften wurden im Jahr 1970 anlässlich der ersten Staatsreform unter der Bezeichnung „Kulturgemeinschaften“ geschaffen (der Begriff „Sprachgemeinschaften“ wurde nie verwendet). Die drei Kulturgemeinschaften verfügten über einen Rat, der aus den niederländisch- beziehungsweise französischsprachigen Abgeordneten aus Kammer und Senat zusammengesetzt war, mit Ausnahme der deutschen Kulturgemeinschaft (heute Deutschsprachige Gemeinschaft), deren Mitglieder im deutschen Sprachgebiet direkt gewählt wurden. Die Räte besaßen zu Beginn keine eigene Exekutive. Erst bei der zweiten Staatsreform (1980) erhielten die Gemeinschaften ihren jetzigen Namen (wobei sich die Französische Gemeinschaft seit 2011 selbst Föderation Wallonie-Brüssel nennt) und eigene Regierungen. Die Deutschsprachige Gemeinschaft erhielt erst im Jahr 1984 die Befugnis, Rechtstexte mit Gesetzeskraft zu verabschieden. Die Besonderheit der Flämischen und der Französischen Gemeinschaft ist, dass sie auf dem zweisprachigen Gebiet Brüssel-Hauptstadt beide für die „Einrichtungen, die aufgrund ihrer Tätigkeiten als ausschließlich zu der einen oder der anderen Gemeinschaft gehörend zu betrachten sind“, zuständig sind.
Die materiellen Zuständigkeitsbereiche der Gemeinschaften werden in der Verfassung angegeben und teils per Sondergesetz präzisiert:
- Kulturelle Angelegenheiten:[158] Zu den kulturellen Angelegenheiten zählen: Schutz und die Veranschaulichung der Sprache; Förderung der Ausbildung von Forschern; schöne Künste; Kulturerbe; Museen und sonstige wissenschaftlich-kulturelle Einrichtungen; Bibliotheken, Diskotheken und ähnliche Dienste; Medienpolitik; Unterstützung der Schriftpresse; Jugendpolitik; ständige Weiterbildung und kulturelle Animation; Leibeserziehung, Sport und Leben im Freien; Freizeitgestaltung; Ausbildungspolitik (vorschulische Ausbildung in den Verwahrschulen, nachschulische und nebenschulische Ausbildung, Kunstausbildung, intellektuelle, moralische und soziale Ausbildung); Förderung des sozialen Aufstiegs; berufliche Umschulung und Fortbildung; Systeme dualer Ausbildung.[159] „Um jeglicher Diskriminierung aus ideologischen und philosophischen Gründen vorzubeugen,“ sieht die Verfassung die Verabschiedung der sogenannte „Kulturpaktgesetzgebung“ vor, die somit einen Rahmen für den kulturellen Handlungsspielraum der Gemeinschaften festlegt.[160]
- Unterrichtswesen:[161] Dem Föderalstaat wird allerdings die Zuständigkeit in den folgenden Bereichen vorbehalten: die Festlegung von Beginn und Ende der Schulpflicht; die Mindestbedingungen für die Ausstellung der Diplome; die Pensionsregelungen. Ferner steckt die Verfassung auch hier einen besonderen Rahmen für die Gemeinschaften, um eventuelle Diskriminierungen zu unterbinden (insbesondere die Grundsätze der Unterrichtsfreiheit, der Neutralität des staatlichen Unterrichtswesens, Wahl zwischen Religionsunterricht und nichtkonfessioneller Sittenlehre, Recht auf Unterricht, Schulpflicht).[162]
- Personenbezogene Angelegenheiten:[163] Zu den personenbezogenen Angelegenheiten zählen: große Teile der Gesundheitspolitik (darunter insbesondere die Finanzierung der Krankenhausinfrastrukturen, die geistige Gesundheitspflege, die Pflege in Altenheimen, die Rehabilitationsdienste, die Zulassung von Gesundheitspflegeberufen, die Gesundheitserziehung und die Präventivmedizin); große Teile des Personenbeistands (darunter insbesondere die Familienpolitik, die Sozialhilfepolitik, die Aufnahme- und Integrationspolitik gegenüber Einwanderern, die Behindertenpolitik, die Seniorenpolitik, der Jugendschutz und die juristische Erstberatung); die Justizhäuser und die Organisation der elektronischen Überwachung; die Familienleistungen; die Filmkontrolle im Hinblick auf den Zutritt Minderjähriger zu Kinosälen.[164] Bei der Gesundheits- und Sozialpolitik werden verschiedene Handlungsfelder der Föderalbehörde vorbehalten, da diese für die soziale Sicherheit im Allgemeinen zuständig ist (siehe oben).
- Sprachgebrauch:[165] Die Flämische und Französische Gemeinschaft sind jeweils zuständig für den Sprachengebrauch in (internen) Verwaltungsangelegenheiten, im Unterrichtswesen und in den sozialen Beziehungen zwischen Arbeitgeber und Arbeitnehmer. Die Deutschsprachige Gemeinschaft ist dagegen ausschließlich für den Sprachengebrauch im Unterrichtswesen befugt. Für die übergeordneten Regeln des Sprachengebrauchs im Verwaltungswesen, einschließlich des zweisprachigen Gebiets Brüssel-Hauptstadt, und im Gerichtswesen bleibt der Föderalstaat zuständig.[166] Siehe auch: Sprachgesetzgebung in Belgien
- Internationale Kompetenz:[167] In allen Zuständigkeitsbereichen können die Gemeinschaften gemäß dem Grundsatz „in foro interno, in foro externo“ sowohl innerbelgische Kooperationen eingehen als auch auf internationaler Ebene völkerrechtliche Verträge abschließen (siehe oben).
- Andere Zuständigkeiten: Die Zuständigkeiten der Französischen und der Flämischen Gemeinschaft umfassen die Befugnis, Brüssel auf nationaler und internationaler Ebene zu promoten.[168] Sie können zudem touristische Infrastrukturen in Brüssel finanzieren.[169] Die Deutschsprachige Gemeinschaft verfügt nicht über diese Zuständigkeiten. Ferner sind die Gemeinschaften parallel mit dem Föderalstaat und den Regionen zuständig für die Forschung, Entwicklungszusammenarbeit und ihre eigene Infrastrukturpolitik (siehe oben).

Darüber hinaus verfügen die Gemeinschaften über die sogenannte „konstitutive Autonomie“, das heißt die Möglichkeit, bestimmte Modalitäten zur Wahl, zur Zusammensetzung und zum Funktionieren ihrer jeweiligen Parlamente und Regierungen selbst und ohne Eingreifen des föderalen Gesetzgebers festzulegen. Sie können somit in einem begrenzten Maße verfassungsgeberische Zuständigkeiten ausüben. Während die Flämische und die Französische Gemeinschaft bereits seit 1993 über die konstitutive Autonomie verfügen, wurde der Deutschsprachigen Gemeinschaft diese Zuständigkeit erst 2014 zuerkannt.

#### Legislative

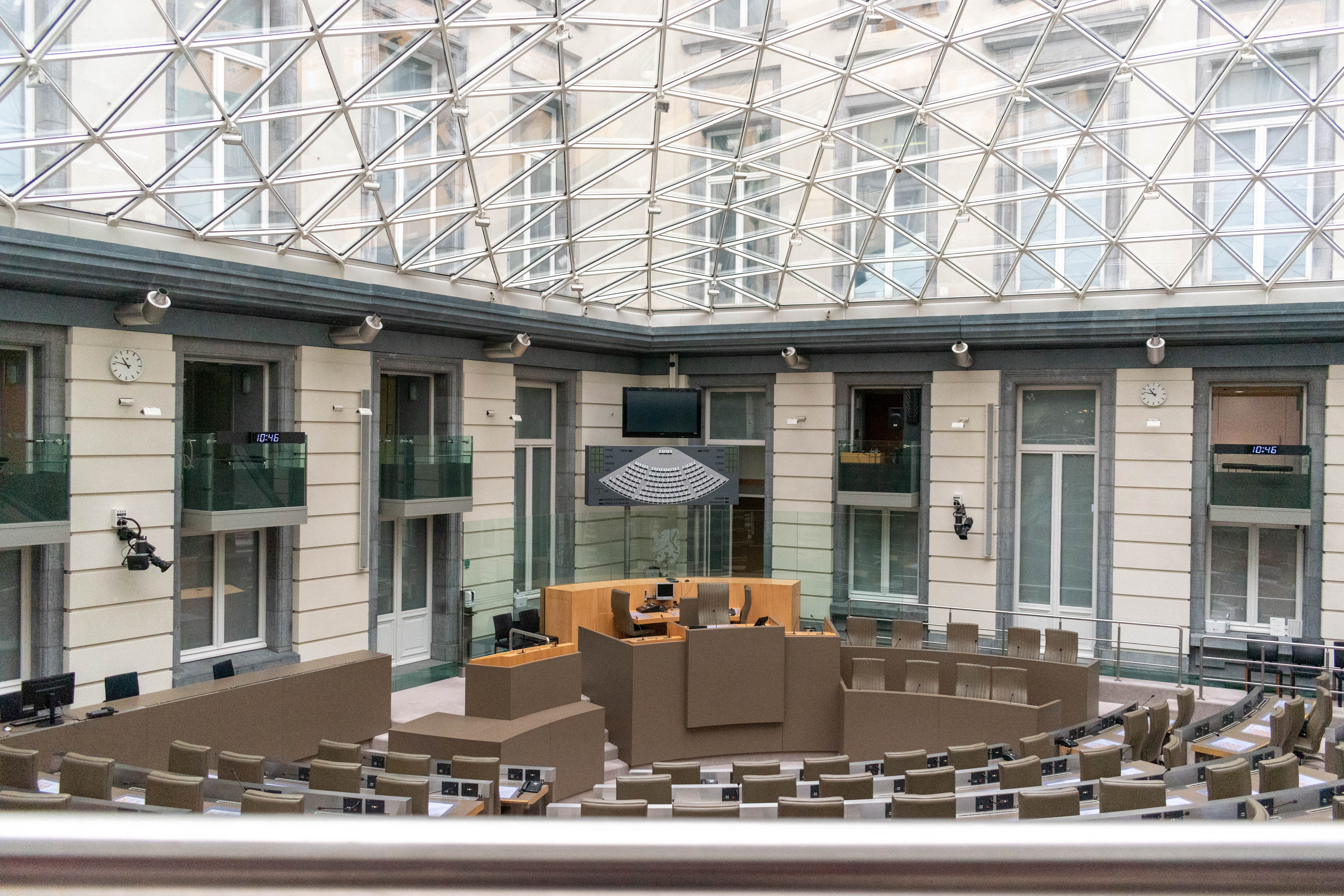
Sitzungssaal des Flämischen Parlaments

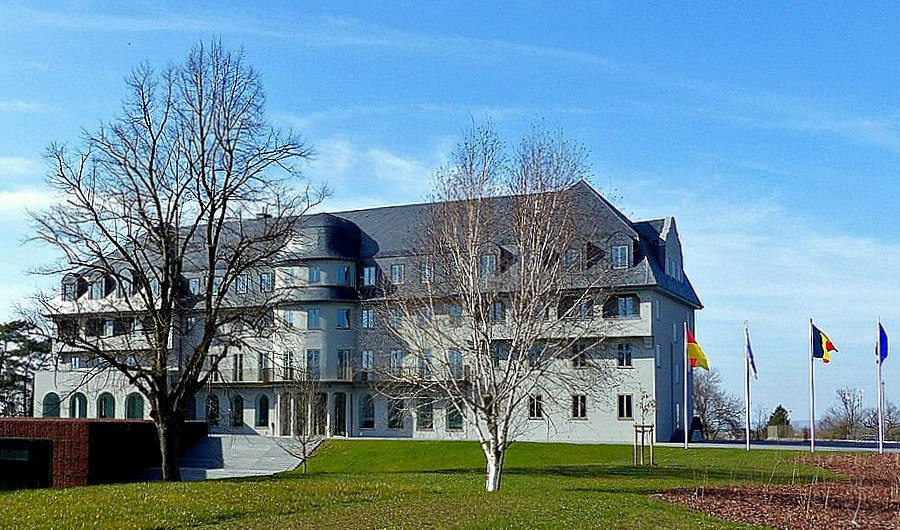
Gebäude des Parlaments der DG in Eupen

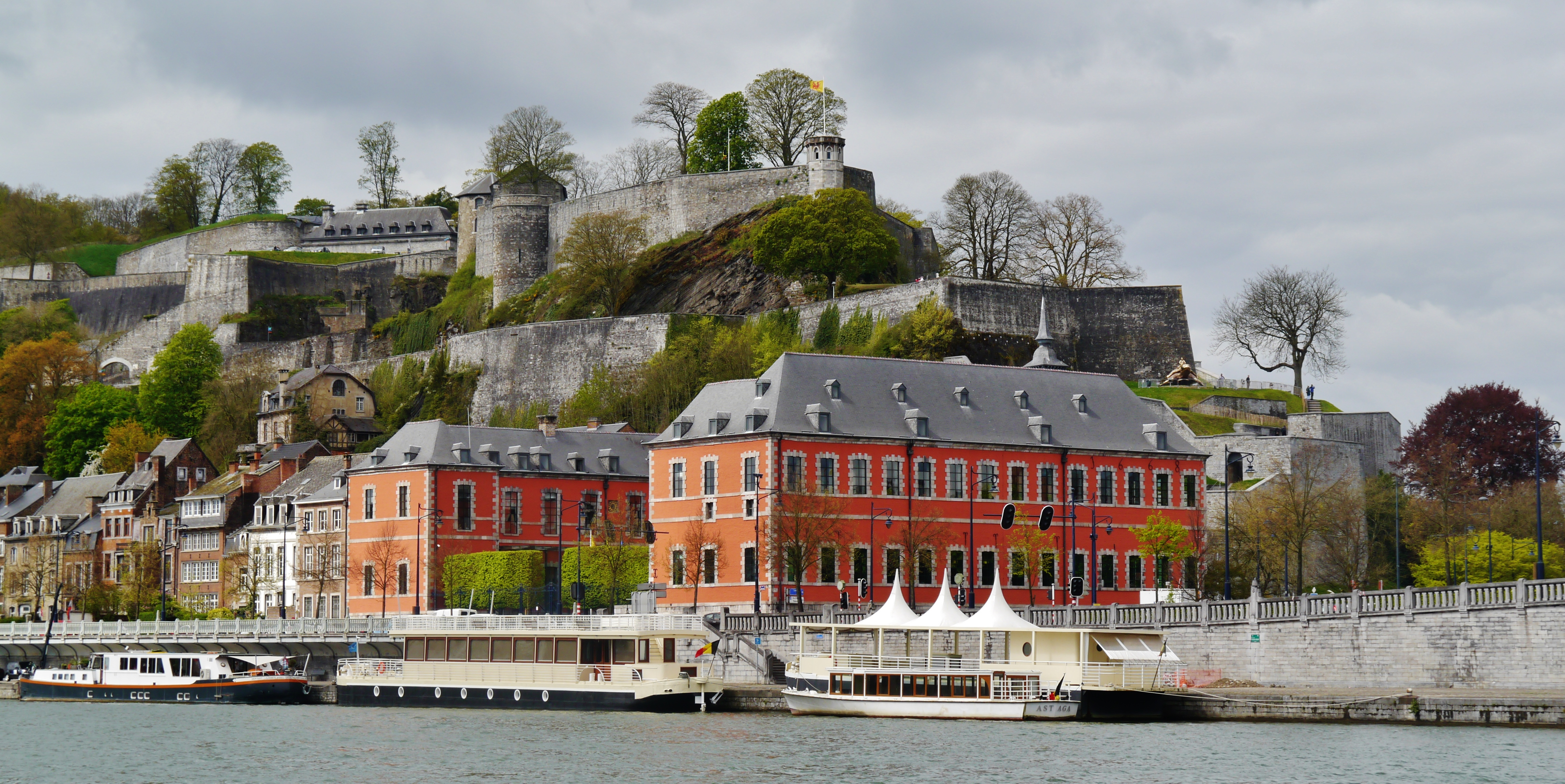
Gebäude des Wallonischen Parlaments in Namur

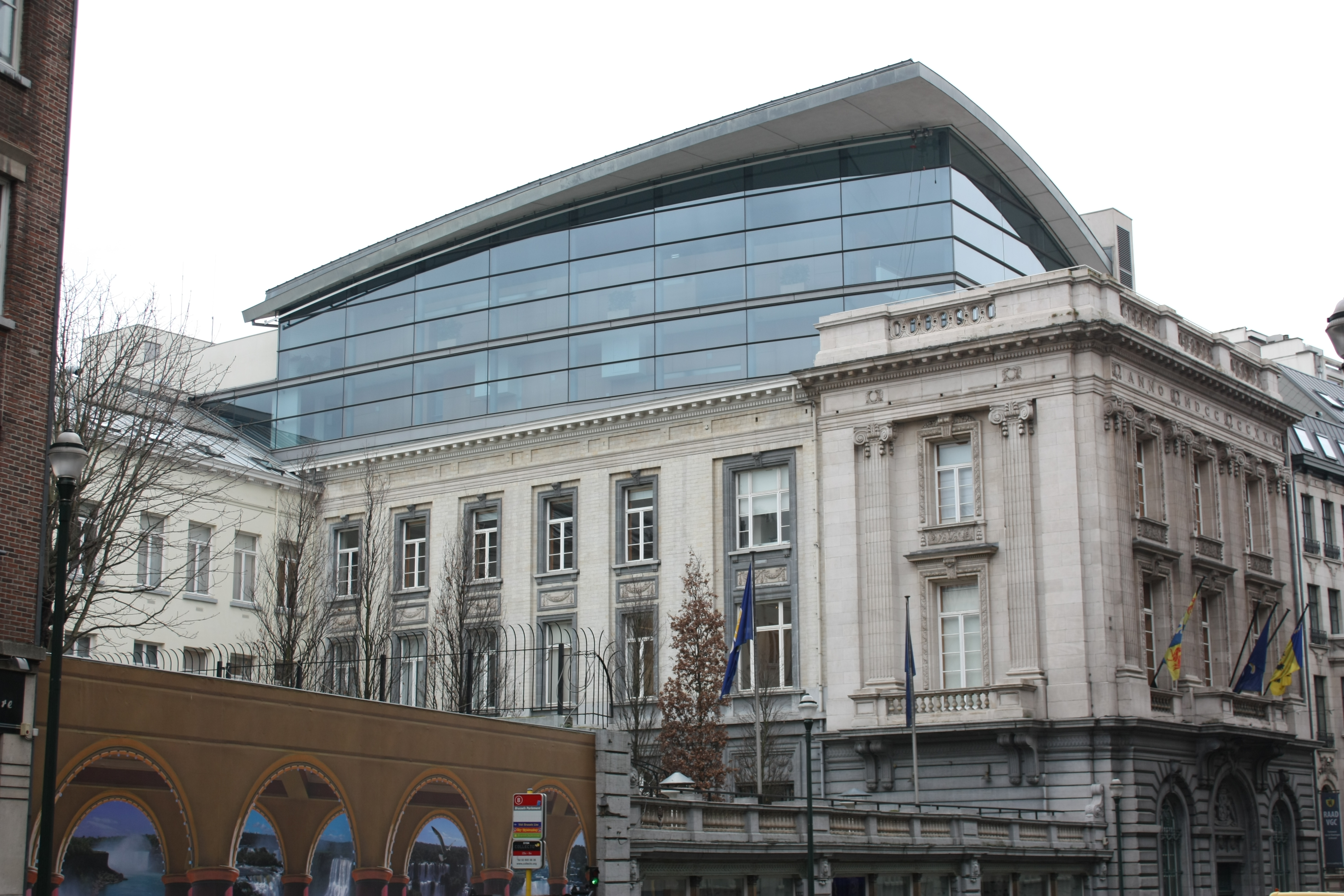
Gebäude des Parlaments der Region Brüssel-Hauptstadt

Die legislative Gewalt wird von den Gemeinschaftsparlamenten (ehemalige Gemeinschaftsräte) ausgeübt.
- Das Flämische Parlament (niederländisch Vlaams Parlement) zählt 124 Abgeordnete und übt seine Macht in der Flämischen Gemeinschaft (inklusive Brüssel) aus. 118 Abgeordnete werden in Flandern, 6 weitere niederländischsprachige Abgeordnete in Brüssel direkt gewählt.[171] Da in Flandern die Möglichkeit zur Fusion der gemeinschaftlichen und regionalen Institutionen wahrgenommen wurde,[172] ist das Flämische Parlament zugleich das Parlament der Flämischen Region (siehe weiter unten). Präsident des Flämischen Parlaments ist Liesbeth Homans (N-VA) und der Sitz befindet sich in Brüssel.
- Das Parlament der Französischen Gemeinschaft beziehungsweise das Parlament der Föderation Wallonie-Brüssel (französisch Parlement de la Fédération Wallonie-Bruxelles) übt seine Macht in der Französischen Gemeinschaft (inklusive Brüssel) aus. Es zählt 94 Abgeordnete, davon 75 wallonische Regionalabgeordnete und 19 französischsprachige Abgeordnete aus dem Brüsseler Regionalparlament.[173] Zur Zusammensetzung dieses Parlaments finden demnach keine direkten Wahlen statt. Präsident des Parlaments der Französischen Gemeinschaft ist Rudy Demotte (PS) und der Sitz befindet sich in Brüssel.
- Das Parlament der Deutschsprachigen Gemeinschaft (Parlament der DG) übt seine Macht in der Deutschsprachigen Gemeinschaft aus und tagt mit 25 Abgeordneten, die für 5 Jahre direkt gewählt werden.[174] Zudem gelten gewisse Mandatare anderer gewählter Versammlungen (wie beispielsweise die im Wahlkreis Verviers gewählten Mitglieder der Abgeordnetenkammer und die Mitglieder des Wallonischen Parlaments, die ihren Wohnsitz im deutschen Sprachgebiet haben und die den Verfassungseid ausschließlich oder an erster Stelle in Deutsch geleistet haben) von Rechts wegen als beratende Mitglieder des Parlaments, das heißt ohne entscheidende Stimme.[175] Präsident des Parlaments der Deutschsprachigen Gemeinschaft ist Alexander Miesen (PFF) und der Sitz befindet sich in Eupen.

Die Gemeinschaftsparlamente nehmen insbesondere folgende Aufgaben wahr:
- Gemeinschaftsgesetzgebung: Die von den Parlamenten verabschiedeten Rechtstexte besitzen Gesetzeskraft in ihrem jeweiligen Zuständigkeitsgebiet und werden „Dekrete“ genannt.
- Regierungskontrolle: Auch die Regierungskontrolle gehört zu den Aufgaben der Parlamente. Die Minister der Gemeinschaftsregierungen sind vor dem Parlament verantwortlich;[176] das Parlament kann deshalb die Anwesenheit einzelner Regierungsmitglieder verlangen.[177] Das anfangs ausgesprochene Vertrauen kann vom Parlament jederzeit zurückgezogen werden, sei es durch ein konstruktives Misstrauensvotum, bei dem das Parlament eine Nachfolgeregierung beziehungsweise einen Nachfolgeminister vorschlägt, oder sei es durch eine abgelehnte Vertrauensfrage.[178]
- Haushalt: Allein das Parlament ist für die jährliche Verabschiedung des Haushalts der Einnahmen und der Ausgaben der Gemeinschaft und für die Kontrolle der Haushaltsausführung durch die Regierung befugt.[179]
- Untersuchungsrecht: Die Gemeinschaftsparlamente besitzen ein Untersuchungsrecht.[180] Dies bedeutet, dass sie einen Untersuchungsausschuss bilden können, der die gleichen Zuständigkeiten hat wie ein Untersuchungsrichter.

#### Exekutive

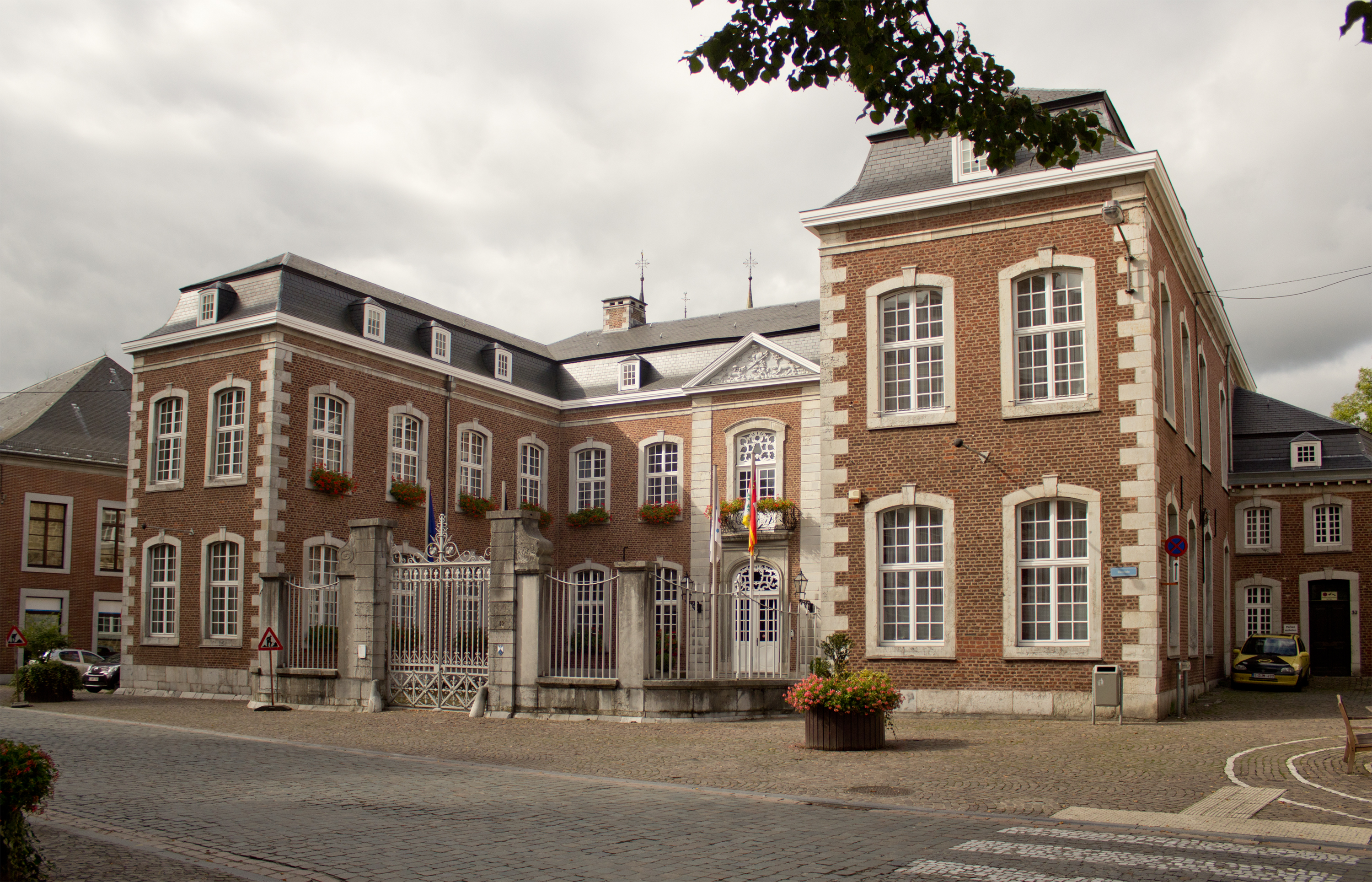
Der Sitz der Regierung der DG in Eupen

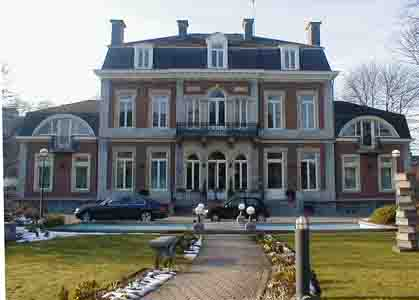
Das „Elysette“, Sitz der Wallonischen Regierung in Namur

Die exekutive Gewalt der Gemeinschaften befindet sich in den Händen der Gemeinschaftsregierungen.
- Die Flämische Regierung (niederländisch Vlaamse Regering) nimmt in Flandern sowohl die Gemeinschafts- als auch zur Regionalkompetenzen wahr (siehe oben). Sie darf höchstens zehn Minister betragen, wobei einer dieser Minister im zweisprachigen Gebiet Brüssel-Hauptstadt wohnhaft sein muss.[181] Dieser darf dann nur in Gemeinschaftsfragen Entscheidungen treffen. Der flämische Ministerpräsident ist Jan Jambon (N-VA).
- Die Regierung der Französischen Gemeinschaft beziehungsweise Regierung der Föderation Wallonie-Brüssel (französisch Gouvernement de la Fédération Wallonie-Bruxelles) stellte ursprünglich höchstens vier Minister, wobei einer dieser Minister seinen Wohnsitz im zweisprachigen Gebiet Brüssel-Hauptstadt haben muss.[182] Im Rahmen seiner konstitutiven Autonomie hat das Parlament der Französischen Gemeinschaft die Anzahl der Minister auf maximal acht erhöht.[183] Der Ministerpräsident der Regierung der Französischen Gemeinschaft ist Pierre-Yves Jeholet (PS).
- Die Regierung der Deutschsprachigen Gemeinschaft (Regierung der DG) darf höchstens fünf Minister umfassen,[184] zählt allerdings derzeit vier Regierungsmitglieder. Ministerpräsident der Regierung der Deutschsprachigen Gemeinschaft ist Oliver Paasch (ProDG).

Die Mitglieder jeder Gemeinschaftsregierung werden von ihrem Parlament gewählt. Als Minister gewählt werden die Regierungskandidaten, die auf einer von der absoluten Mehrheit der Parlamentsmitglieder unterzeichneten Liste vorgeschlagen wurden; diese Liste muss mehrere Personen verschiedenen Geschlechts aufweisen und legt die Rangordnung der künftigen Minister fest. Wenn dem Parlamentspräsidenten am Tag der Wahl keine Liste ausgehändigt wird, die von der absoluten Mehrheit der Parlamentarier unterzeichnet wurde, werden getrennte geheime Wahlen für die Mitglieder der Regierung durchgeführt. Schließlich legen die Minister den Verfassungseid vor dem Präsidenten des Parlaments ab. Anders als die gewöhnlichen Minister leistet der Ministerpräsident seinen Eid nicht nur vor dem Parlament, sondern zusätzlich auch vor dem König.
Die Regierungen der Gemeinschaften führen die Dekrete der Gemeinschaftsparlamente aus, erarbeiten Dekret- und Erlassentwürfe, schlagen dem Parlament den Haushaltsplan vor und entwerfen und koordinieren die Politik der Gemeinschaft im Allgemeinen. Sie vertreten die Gemeinschaft gerichtlich und außergerichtlich und organisieren ihre jeweilige Verwaltung.

### Regionen

Die drei Regionen Belgiens
Flämische Region
Wallonische Region
Region Brüssel-Hauptstadt

#### Gebiet und Zuständigkeiten
Belgien ist seit 1970 in drei Regionen aufgeteilt:
- die Flämische Region, die das niederländische Sprachgebiet umfasst
- die Wallonische Region, die das französische und das deutsche Sprachgebiet umfasst
- die Region Brüssel-Hauptstadt, die das zweisprachige Gebiet Brüssel-Hauptstadt umfasst

Die Regionen wurden zwar bereits im Jahr 1970 verfassungsrechtlich geschaffen, jedoch in Flandern und in der Wallonie erst zehn Jahre später bei der zweiten Staatsreform (1980) eingesetzt, nachdem das entsprechende Sondergesetz verabschiedet wurde. Der definitiven Schaffung der Regionen war ein provisorisches Regionalisierungsgesetz vorausgegangen. Da für die Brüsseler Region zunächst Uneinigkeit über das angedachte Sonderstatut bestand, wurde diese erst im Jahr 1989 geschaffen. Sie erhielt den Namen „Region Brüssel-Hauptstadt“ (mit dem auf die Besonderheit hingewiesen werden sollte) und wurde durch eine Reihe spezifischer Regeln eingerahmt, die für die anderen Regionen nicht gelten (siehe weiter unten).
Die materiellen Zuständigkeitsbereiche der Regionen werden per Sondergesetz festgelegt:
- Raumordnung:[199] Hierzu gehören insbesondere die Raumordnung und der Städtebau, die Stadterneuerung, die Bodenpolitik im Allgemeinen sowie der Denkmal- und Landschaftsschutz.
- Umwelt und Wasser:[200] Hierzu gehören insbesondere der Umweltschutz, die Abfallpolitik (außer für radioaktive Abfälle), die Wasserversorgung sowie die Entschädigung bei Naturkatastrophen.
- Naturschutz:[201] Hierzu gehören insbesondere der Naturschutz, die ländliche Erneuerung, die Grüngebiete (beispielsweise Natura-2000-Gebiete), die Wald- und Forstpolitik, die Jagd sowie die Fischzucht.
- Wohnungswesen:[202] Hierzu gehören insbesondere das öffentliche Wohnungswesen und die Mietgesetzgebung.
- Landwirtschaft:[203] Hierzu gehören insbesondere die Agrarpolitik und Seefischerei sowie die Land- und Viehverpachtung. Die Föderalbehörde bleibt allerdings für Sicherheit der Nahrungsmittelkette zuständig.
- Wirtschaft:[204] Hierzu gehören insbesondere die Wirtschaftspolitik, der Außenhandel (einschließlich des Exports von Waffen), die Niederlassungsbedingungen sowie der Tourismus. Der Föderalstaat bleibt dagegen zuständig für das öffentliche Auftragswesen, den Verbraucherschutz, die Währungspolitik oder das Gesellschaftsrecht.
- Energie:[205] Hierzu gehören insbesondere die Elektrizitätsversorgung und die lokale Beförderung von Elektrizität (mit Ausnahme der Kernenergie), die Erdgasversorgung sowie die erneuerbaren Energien.
- Lokalbehörden:[206] Hierzu gehören insbesondere die Gesetzgebung über die Provinzen, Gemeinden und interkommunalen Einrichtungen, die Finanzierung dieser Behörden sowie die Kirchenfabriken, Grabstätten und Bestattungen.
- Beschäftigung:[207] Hierzu gehören insbesondere die Arbeitsvermittlung, die Sozialwirtschaft, die Beschäftigung ausländischer Arbeitskräfte, die Leiharbeitsvermittlung sowie die verschiedenen Zuschussformen im Rahmen der Beschäftigung.
- Öffentliche Arbeiten und Transportwesen:[208] Hierzu gehören insbesondere der Bau und Unterhalt des Straßennetzes und der Wasserwege, die Binnenhäfen und die regionalen Flughäfen sowie der öffentliche Nahverkehr.
- Tierschutz[209]
- Verkehrssicherheit:[210] Hierzu gehören insbesondere die Geschwindigkeitsbeschränkungen auf öffentlichen Straßen (mit Ausnahme der Autobahnen), die Regelung der Verkehrszeichen, die technische Überprüfung der Fahrzeuge (TÜV) sowie die Sensibilisierung für Maßnahmen der Straßenverkehrssicherheit.
- Internationale Kompetenz: In allen Zuständigkeitsbereichen können die Regionen gemäß dem Grundsatz „in foro interno, in foro externo“ sowohl innerbelgische Kooperationen eingehen als auch auf internationaler Ebene völkerrechtliche Verträge abschließen (siehe oben).
- Andere Zuständigkeiten: Die Regionen legen die Bedingungen für Enteignungen fest.[211] Ferner sind die Regionen parallel mit dem Föderalstaat und den Gemeinschaften zuständig für die Forschung, Entwicklungszusammenarbeit und ihre eigene Infrastrukturpolitik (siehe oben).

Darüber hinaus verfügen die Regionen wie die Gemeinschaften über die sogenannte „konstitutive Autonomie“, das heißt die Möglichkeit, in einem begrenzten Maße verfassungsgeberische Zuständigkeiten auszuüben (siehe oben). Während die Flämische und die Wallonische Region bereits seit 1993 über die konstitutive Autonomie verfügen, wurde der Region Brüssel-Hauptstadt diese Zuständigkeit, mit besonderen Auflagen, erst 2014 zuerkannt.
Schließlich ist zu erwähnen, dass die Region Brüssel-Hauptstadt einige spezifische Befugnisse im kulturellen Bereich besitzt. Zudem kann sie, genau wie die Flämische und Französische Gemeinschaft, den Standort Brüssel auf internationaler Ebene bewerben.

#### Legislative
Die legislative Gewalt wird von den Regionalparlamenten (ehemals Regionalräte) ausgeübt.
- Das Flämische (Gemeinschafts-)Parlament fungiert zugleich als Regionalparlament (siehe oben). Wenn es sich mit Regionalangelegenheiten befasst, tagen dort allein die 118 flämischen Regionalabgeordneten.[215]
- Das Wallonische Parlament beziehungsweise Parlament der Wallonie (französisch Parlement de Wallonie) übt seine Macht alleine in der Wallonischen Region aus. Es zählt 75 Abgeordnete, die direkt von der wallonischen Bevölkerung für 5 Jahre gewählt werden.[216] In den gemeinschaftlichen Angelegenheiten, die die Wallonische Region von der Französischen Gemeinschaft erhalten hat,[217] sind die wallonischen Abgeordneten, die ihren Eid ausschließlich oder als erstes in deutscher Sprache abgelegt haben (das heißt die wallonischen Abgeordneten aus der Deutschsprachigen Gemeinschaft), nicht stimmberechtigt.[218] Der Sitz des Wallonischen Parlaments befindet sich in Namur und Präsident ist Jean-Claude Marcourt (PS).
- Das Parlament der Region Brüssel-Hauptstadt (niederländisch Brussels Hoofdstedelijk Parlement, französisch Parlement de la Région de Bruxelles-Capitale) ist allein in der Region Brüssel-Hauptstadt zuständig. Es zählt 89 Abgeordnete, die direkt von der Bevölkerung für 5 Jahre gewählt werden.[219] Innerhalb des Parlaments gibt es zwei Sprachgruppen, nämlich die französische Sprachgruppe (mit 72 Sitzen) und die niederländische Sprachgruppe (mit 17 Sitzen).[220] Präsident des Parlaments der Region Brüssel-Hauptstadt ist Rachid Madrane (PS).

Die Regionalparlamente nehmen in ihrer Region mutatis mutandis dieselben Aufgaben wie die Gemeinschaftsparlamente wahr (siehe oben).
Was die verabschiedeten legislativen Rechtsnormen betrifft, so unterscheidet sich die Region Brüssel-Hauptstadt von den anderen beiden Regionen: Das Brüsseler Parlament verabschiedet „Ordonnanzen“, während in Flandern und in der Wallonie die Parlamente mittels „Dekreten“ verfügen. Die Ordonnanzen besitzen eine hybride Rechtswirkung: Einerseits können sie die bestehenden Gesetze „aufheben, abändern, vervollständigen oder ersetzen“, was ihnen somit, gleich den Dekreten, eine eindeutige Gesetzeskraft verleiht. Andererseits wird ausschließlich ihnen eine Eigenschaft verliehen, die eher auf Verordnungen ohne Gesetzeskraft zutrifft: Die Ordonnanzen können von den ordentlichen Gerichten auf ihre Verfassungskonformität hin überprüft werden; gegebenenfalls können die Gerichte die Anwendung der verfassungswidrigen Ordonnanz verweigern. Ferner wird die Rechtswirkung der Ordonnanzen auch durch eine Art „Verwaltungsaufsicht“ abgeschwächt, die der Föderalstaat über die Region Brüssel-Hauptstadt ausüben kann, sobald „die internationale Rolle Brüssels und die Funktion als Hauptstadt“ betroffen sind. Die Föderalregierung kann gegebenenfalls die von der Region getroffenen Entscheidungen in Sachen Städtebau, Raumordnung, öffentliche Arbeiten und Transportwesen aussetzen und die Abgeordnetenkammer kann diese für nichtig erklären. Die Föderalregierung kann ebenfalls einem „Zusammenarbeitsausschuss“ jene Maßnahmen vorlegen, die die Region ihrer Ansicht nach nehmen sollte, um das internationale Statut und die Funktion als Hauptstadt zu fördern.

#### Exekutive
Die exekutive Gewalt der Regionen kommt den Regionalregierungen zu.
- Die Flämische Regierung ist für die Flämische Region wie auch für die Flämische Gemeinschaft dieselbe (siehe oben).
- Die Wallonische Regierung (französisch Gouvernement wallon) stellte ursprünglich höchstens sieben Minister.[228] Im Rahmen seiner konstitutiven Autonomie hat das Wallonische Parlament die Anzahl der Minister auf maximal neun erhöht.[229] Der Ministerpräsident der Regierung der Wallonischen Region ist Elio Di Rupo (PS).
- Die Regierung der Region Brüssel-Hauptstadt (niederländisch Brussels Hoofdstedelijke Regering, französisch Gouvernement de la Région de Bruxelles-Capitale) stellt einen „sprachlich neutralen“ Ministerpräsidenten (faktisch einen frankophonen) und vier Minister (zwei französischsprachige und zwei niederländischsprachige).[230] Daneben gibt es, anders als in den anderen Regionalregierungen, drei regionale Staatssekretäre, darunter mindestens einen niederländischsprachigen.[231] Ministerpräsident der Region Brüssel-Hauptstadt ist Rudi Vervoort (PS).

Die Regionalregierungen nehmen in ihrer Region mutatis mutandis dieselben Aufgaben wie die Gemeinschaftsregierungen wahr (siehe oben). Lediglich für die Fälle, in denen bei der Wahl der Brüsseler Regierung Uneinigkeit herrschen sollte, wurde ein besonderes Verfahren eingerichtet.

### Besonderheiten

#### Übertragung von Zuständigkeiten
Neben der grundsätzlichen Aufteilung der Zuständigkeiten sieht die belgische Verfassung verschiedene Möglichkeiten vor, nach denen die Gebietskörperschaften Befugnisse „austauschen“ können, was die Asymmetrie des politischen Systems erheblich verstärkt (siehe oben).
- Fusion: Die Parlamente der Französischen und der Flämischen Gemeinschaft sowie deren Regierungen können jeweils die Befugnisse der Wallonischen Region beziehungsweise der Flämischen Region ausüben.[172] Diese Möglichkeit der Fusion von Gemeinschaft und Region wurde bis heute lediglich in Flandern in Anspruch genommen.[233]
- Regionalisierung: Diese Möglichkeit wurde zu Beginn der 1990er Jahre eingeführt, als sich die Französische Gemeinschaft in einem finanziellen Engpass befand.[234] Das Parlament der Französischen Gemeinschaft einerseits und das Wallonische Parlament sowie die französische Sprachgruppe des Parlaments der Region Brüssel-Hauptstadt („COCOF“, siehe weiter unten) andererseits können jeweils beschließen, dass die Wallonische Region im französischen Sprachgebiet und die COCOF im zweisprachigen Gebiet Brüssel-Hauptstadt die Befugnisse der Französischen Gemeinschaft ganz oder teilweise ausüben.[235] Die Französische Gemeinschaft muss der Übertragung durch ein Sonderdekret (Zweidrittelmehrheit) zustimmen, während die gleichlautenden Dekrete der Wallonischen Region und der COCOF mit einfacher Mehrheit verabschiedet werden können. Folgende Zuständigkeiten wurden im Jahr 1993 übertragen: Sportinfrastrukturen, Tourismus, soziale Förderung, Umschulungen, Weiterbildungen, Schülertransport, Politik der Pflegeversorgung, Familienpolitik, Sozialhilfe, Integration der Einwanderer und Teile der Behinderten- und Seniorenpolitik.[236] Diese Liste wurde im Jahr 2014 auf die neuen Zuständigkeiten im Gesundheits- und Personenbereich ausgeweitet, die die Französische Gemeinschaft infolge der sechsten Staatsreform (2014) erhalten hatte,[237] mit Ausnahme der Familienzulagen, die nur der Wallonischen Region übertragen wurden, da diese Zulagen in Brüssel ausschließlich von der Gemeinsamen Gemeinschaftskommission verwaltet werden (siehe weiter unten).
- Vergemeinschaftung: Die Parlamente der Deutschsprachigen Gemeinschaft und der Wallonischen Region können beschließen, dass die Deutschsprachige Gemeinschaft im deutschen Sprachgebiet die Befugnisse der Wallonischen Region ganz oder teilweise ausübt.[238] Hierfür müssen zwei gleichlautende Dekrete mit einfacher Mehrheit in den beiden betroffenen Parlamenten verabschiedet werden. Bisher wurden folgende Zuständigkeiten übertragen:
  - Denkmal- und Landschaftsschutz (1994)[239]
  - Beschäftigung und Ausgrabungen (2000)[240]
  - allgemeine Verwaltungsaufsicht über die untergeordneten Behörden (2005)[241]
  - Tourismus sowie weitere Zuständigkeiten im Bereich der untergeordneten Behörden und der Beschäftigung (2014–2015)[242][243][244]

#### Brüsseler Gemeinschaftskommissionen

Die drei Gemeinschaftskommissionen Brüssels
COCOF
VGC
COCOM/GGC

In Brüssel sind sowohl die Flämische als auch die Französische Gemeinschaft grundsätzlich gleichermaßen zuständig. Aufgrund des zweisprachigen Statuts des Gebiets werden diese Befugnisse in der Regel jedoch nicht unmittelbar von den Gemeinschaften selbst ausgeübt, sondern an sogenannte Gemeinschaftskommissionen weitergeleitet. Da es in Belgien keine Subnationalitäten gibt (siehe oben), sind diese Gemeinschaftskommissionen nicht für „flämische“ oder „französischsprachige“ Bürger Brüssels zuständig, sondern allein für die Institutionen, die der jeweiligen Gemeinschaft zugeordnet werden können (wie beispielsweise eine französischsprachige Schule oder eine flämische Theatergruppe). Außerdem haben die Gemeinschaftskommissionen nach der „Entprovinzialisierung“ Brüssels die ehemals von der Provinz Brabant ausgeübten Gemeinschaftszuständigkeiten übernommen.
Es gibt drei verschiedene Gemeinschaftskommissionen, deren Befugnisse sich erheblich voneinander unterscheiden:
- Die Französische Gemeinschaftskommission (französisch Commission communautaire française, kurz COCOF) vertritt die Französische Gemeinschaft im zweisprachigen Gebiet Brüssel-Hauptstadt.[247]
- Die Flämische Gemeinschaftskommission (niederländisch Vlaamse Gemeenschapscommissie, kurz VGC) vertritt die Flämische Gemeinschaft im zweisprachigen Gebiet Brüssel-Hauptstadt.[248]
- Die Gemeinsame Gemeinschaftskommission (französisch Commission communautaire commune, kurz COCOM, beziehungsweise niederländisch Gemeenschappelijke Gemeenschapscommissie, kurz GGC) übt die gemeinsamen Gemeinschaftszuständigkeiten auf dem zweisprachigen Gebiet Brüssel-Hauptstadt aus, das heißt jene Zuständigkeiten, die von „gemeinsamem Interesse“ sind und nicht ausschließlich eine Gemeinschaft betreffen.

##### COCOF
Die COCOF war ursprünglich, genau wie die VGC, lediglich eine rein untergeordnete Behörde, die unter der Verwaltungsaufsicht der Französischen Gemeinschaft stand. Sie führt weiterhin die Dekrete der Französischen Gemeinschaft in Brüssel aus und kann, unter der Aufsicht der Französischen Gemeinschaft, punktuell selbständig gewisse Gemeinschaftskompetenzen ausüben, indem sie „Verordnungen“ und „Erlasse“ ausfertigt. Insofern nimmt die COCOF dieselben Aufgaben wahr, wie die Provinzen im restlichen Teil der Französischen Gemeinschaft. Neben diesen ursprünglichen Aufgaben der Gemeinschaftskommissionen verfügt die COCOF zusätzlich über eine eigene dekretale und somit gesetzgebende Befugnis in den ihr übertragenen Bereichen (siehe oben). Die COCOF ist somit eine hybride Institution und ihr Rat ist für diese Angelegenheiten als vollwertiges Parlament zu betrachten.
Die COCOF verfügt über einen Rat (eigene Bezeichnung Parlement francophone bruxellois), der aus den Abgeordneten der französischen Sprachgruppe des Brüsseler Parlaments zusammengesetzt ist (72 Abgeordnete), und ein Kollegium (eigene Bezeichnung Gouvernement francophone bruxellois), in dem die französischsprachigen Mitglieder der Brüsseler Regierung vertreten sind (derzeit drei Minister, Ministerpräsident inbegriffen, und zwei Staatssekretäre).

##### VGC
Die VGC besitzt eine weitaus geringere Autonomie als ihr französischsprachiges Gegenstück. In der Tat wird sie von flämischer Seite weniger als eine eigenständige Institution als eine untergeordnete Behörde betrachtet, deren Aufgabe es lediglich ist, die flämischen Dekrete in Brüssel anzuwenden. Sie wird unter der Aufsicht der Flämischen Gemeinschaft mit der Durchführung gewisser Aufgaben in den kulturellen, Unterrichts- und personenbezogenen Angelegenheiten beauftragt. Die VGC kann in diesem Rahmen „Verordnungen“ und „Erlasse“ verfassen. Die VGC hat im Gegensatz zur COCOF keine eigene dekretale Befugnis erhalten, sodass die beiden Gemeinschaftskommissionen ihre Aufgaben in einer asymmetrischen Weise wahrnehmen.
Die VGC verfügt über einen Rat, der aus den Abgeordneten der niederländischen Sprachgruppe des Brüsseler Parlaments zusammengesetzt ist (17 Abgeordnete), und ein Kollegium, in dem die niederländischsprachigen Mitglieder der Brüsseler Regierung vertreten sind (derzeit 2 Minister und ein Staatssekretär).

##### COCOM/GGC
Die COCOM/GGC ist eine hybride Institution: Zum einen ist sie eine untergeordnete Behörde, die sich um die Gemeinschaftskompetenzen von „gemeinsamem Interesse“ kümmert (matières bicommunautaires, bicommunautaire bevoegdheden). Genau wie die COCOF und VGC kann die COCOM/GGC in ihren Zuständigkeitsbereichen punktuell eine eigene Politik führen und „Verordnungen“ verabschieden, die allerdings keinen Gesetzeswert haben. Ihre Situation ist in dieser Hinsicht mit der der Provinzen im restlichen Teil des Landes vergleichbar. Obwohl die COCOM/GGC als untergeordnete Behörde fungiert, ist keine andere Institution im Staatsgefüge vorgesehen, die eine Verwaltungsaufsicht über sie ausüben würde – nicht einmal die Föderalregierung.
Zum anderen ist die COCOM/GGC für jene personenbezogenen Angelegenheiten zuständig, für die laut der Verfassung weder die Französische noch die Flämische Gemeinschaft auf dem Gebiet Brüssel befugt sind; dabei handelt es sich um einen Teil der personenbezogenen Angelegenheiten (matières bipersonnalisables, bipersoonsgebonden aangelegenheden). Betroffen sind somit die öffentlichen Einrichtungen, die nicht ausschließlich einer Gemeinschaft zugeordnet werden können, wie beispielsweise die öffentlichen Sozialhilfezentren (ÖSHZ), öffentliche Krankenhäuser oder die unmittelbare Personenhilfe. Seit der sechsten Staatsreform (2014) ist sie auch ausschließlich zuständig für die Auszahlung der Familienzulagen in Brüssel. In diesen Feldern ist die COCOM/GGC völlig autonom und verabschiedet – genau wie die Region Brüssel-Hauptstadt (siehe oben) – „Ordonnanzen“, die Gesetzeswert haben.
Die COCOM/GGC verfügt über ein legislatives Organ, der Vereinigten Versammlung (Assemblée réunie, Verenigde vergadering), das aus den französisch- und niederländischsprachigen Abgeordneten des Brüsseler Parlaments zusammengesetzt ist (89 Abgeordnete), und ein exekutives Organ, dem Vereinigten Kollegium (Collège réuni, Verenigd College), in dem die französisch- und niederländischsprachigen Minister der Brüsseler Regierung vertreten sind (5 Minister, Ministerpräsident inbegriffen). Der Ministerpräsident verfügt jedoch nur über eine beratende Stimme und die Brüsseler Staatssekretäre gehören nicht dem Kollegium an. Weiterhin gehören dem Kollegium je ein Brüsseler Vertreter der Flämischen Regierung und der Regierung der Französischen Gemeinschaft mit beratender Stimme an. Die Organe der COCOM/GGC entsprechen also in etwa denen der Region (siehe oben). Eine besondere Aufgabe wird schließlich dem Vereinigten Kollegium anvertraut: Es fungiert ebenfalls „zwischen den zwei Gemeinschaften als Konzertierungs- und Koordinierungsorgan“.

## Untergeordnete Ebene

### Provinzen

Die 10 Provinzen Belgiens

Die Provinzen sind untergeordnete Behörden, die sich auf einer Stufe zwischen der Regional- und der Kommunalebene befinden. Aufgrund des zweifelhaften Mehrwerts dieser Zwischenposition werden regelmäßig die Aufgaben und das Bestehen selbst der Provinzen in Frage gestellt. Gab es zum Zeitpunkt der Staatsgründung noch neun Provinzen, so ist Belgien seit der Teilung der ehemaligen Provinz Brabant im Jahr 1995 in zehn Provinzen gegliedert. Zum gleichen Zeitpunkt wurde das zweisprachige Gebiet Brüssel-Hauptstadt als provinzfrei erklärt.
Es gibt fünf flämische Provinzen (mit Verwaltungssitz in Klammern):
- Provinz Antwerpen (Antwerpen)
- Provinz Flämisch-Brabant (Löwen)
- Provinz Limburg (Hasselt)
- Provinz Ostflandern (Gent)
- Provinz Westflandern (Brügge)

Daneben gibt es ebenfalls fünf wallonische Provinzen (mit Verwaltungssitz in Klammern):
- Provinz Hennegau (Mons)
- Provinz Lüttich (Lüttich)
- Provinz Luxemburg (Arlon)
- Provinz Namur (Namur)
- Provinz Wallonisch-Brabant (Wavre)

Als Gebietskörperschaften mit Rechtspersönlichkeit verfügen die Provinzen über eigene Institutionen. Der Provinzialrat wird alle sechs Jahre direkt von der Bevölkerung gewählt. Das Provinzkollegium (ehemals „Ständiger Ausschuss“ oder „Permanentdeputation“) führt die Verordnungen des Rats aus. Außer in der Wallonischen Region nimmt der Gouverneur den Vorsitz des Provinzkollegiums ein.
Die Provinzen sind befugt, auf ihrer Ebene alles zu regeln, „was von provinzialem Interesse ist“. Dabei unterstehen sie jedoch den übergeordneten Behörden, das heißt je nach Zuständigkeit dem Föderalstaat, den Gemeinschaften und den Regionen. Letztgenannte üben zudem die gewöhnliche Aufsicht aus. Der Gouverneur beaufsichtigt als Regierungskommissar die Provinzen. Daneben verfügt er über einige persönliche Zuständigkeiten, vor allem im Sicherheitsbereich. In Brüssel wird die Funktion des Gouverneurs durch den Ministerpräsidenten der Region Brüssel-Hauptstadt ausgeübt. Zur Überwachung der Sprachgesetze gibt es in Brüssel zudem einen Vize-Gouverneur, der direkt der Föderalregierung untersteht, und in der Provinz Flämisch-Brabant einen beigeordneten Provinzgouverneur.
Die in der Verfassung vorgesehenen Unterteilungen der Provinzen werden Bezirke genannt. Während die Einrichtung von Gerichtsbezirken eine föderale Angelegenheit ist, sind für die gewöhnlichen Verwaltungsbezirke ausschließlich die Regionen zuständig. Die verschiedenen Arten Bezirke, die keine eigenen Gebietskörperschaften darstellen, sind nicht deckungsgleich. Einem oder mehreren Verwaltungsbezirken steht ein Bezirkskommissar vor, der dem Provinzgouverneur untergeordnet ist und ihn insbesondere bei der Ausübung seiner Aufgaben unterstützt.

### Gemeinden

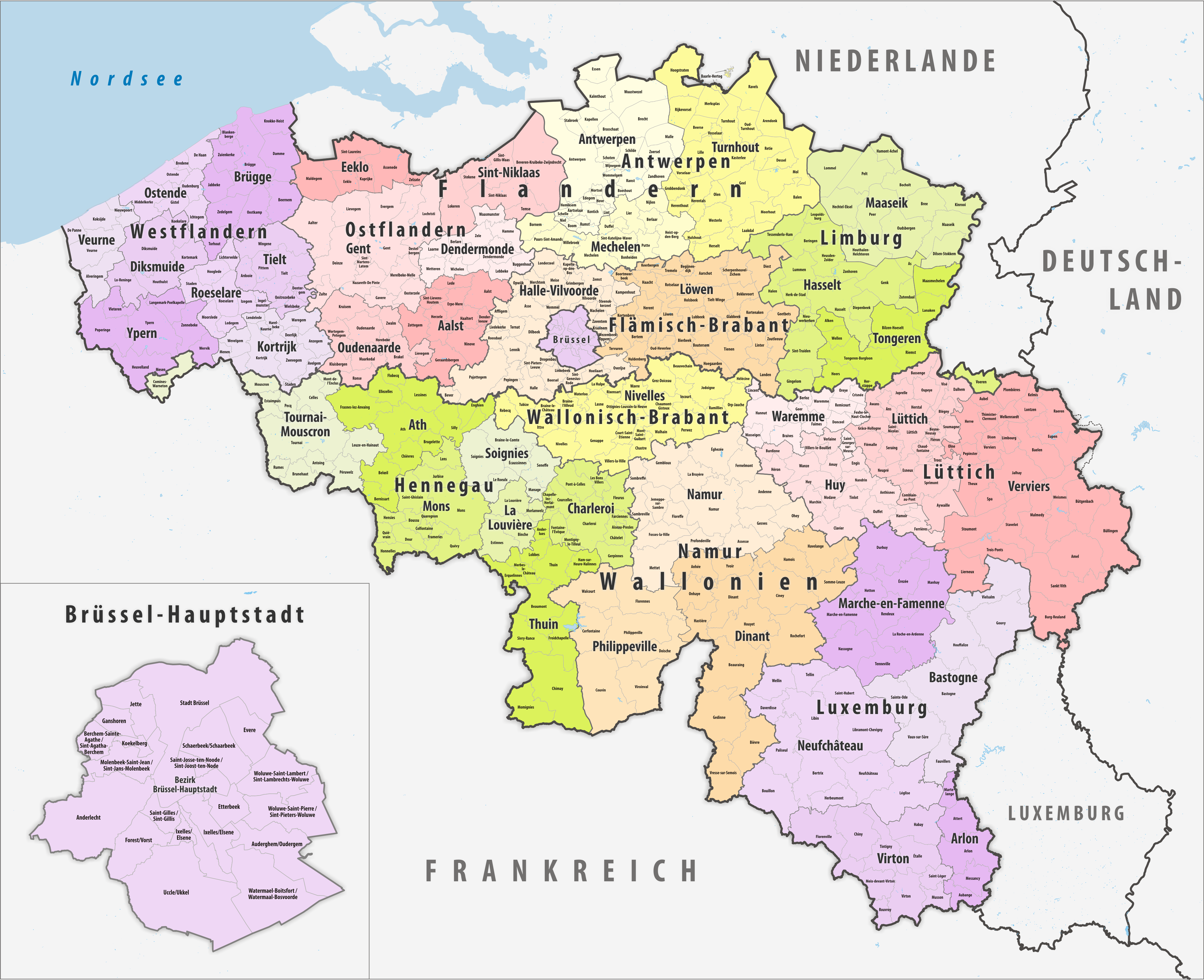
Die belgischen Gemeinden (Stand:2025)

Auf der niedrigsten Verwaltungsebene befinden sich die Gemeinden, die das gesamte belgische Staatsgebiet abdecken. Seit der letzten Gemeindefusion zum 1. Januar 2019 gibt es in Belgien  581 Gemeinden: 300 in Flandern, 262 in der Wallonischen Region (einschließlich der 9 Gemeinden des deutschen Sprachgebiets) und 19 in Brüssel. Die Grenzen der Gemeinden dürfen nur aufgrund eines Beschlusses mit Gesetzeskraft verändert werden. Wird durch die Anpassung einer Gemeindegrenze eine Sprachgrenze berührt, wird ein Sondergesetz benötigt.
Als Gebietskörperschaften mit Rechtspersönlichkeit verfügen die Gemeinden, gleich den Provinzen, über eigene Institutionen. Die Gemeinderäte (oder gegebenenfalls „Stadträte“) werden alle sechs Jahre direkt von der Bevölkerung gewählt und stimmen ebenfalls über (Gemeinde-)Verordnungen ab. Der Bürgermeister und das Gemeindekollegium (oder Bürgermeister- und Schöffenkollegium (BSK)) führen diese Verordnungen aus. Da seit der fünften Staatsreform (2001) die Regionen für die untergeordneten Behörden zuständig sind, haben sich die weiteren Rahmenbedingungen in den verschiedenen Regionen (und seit 2005 in der Deutschsprachigen Gemeinschaft) unabhängig voneinander entwickelt und weisen eigene Besonderheiten auf.
Die Gemeinden sind befugt, auf ihrer Ebene alles zu regeln, „was von kommunalem Interesse ist“. Dabei unterstehen sie weiterhin den übergeordneten Behörden. Zudem handeln sie in gewissen Fällen als „dekonzentrierte“ Instanzen (ähnlich einer Zweigstelle) der übergeordneten Behörde, wie zum Beispiel bei der Ausstellung von Personalausweisen.
Lediglich in der Stadt Antwerpen gibt es Sub-Entitäten mit Rechtspersönlichkeit, die sogenannten intrakommunalen Organe oder Distrikte, die nur in Gemeinden mit mehr als 100.000 Einwohnern geschaffen werden dürfen.

## Direkte Demokratie

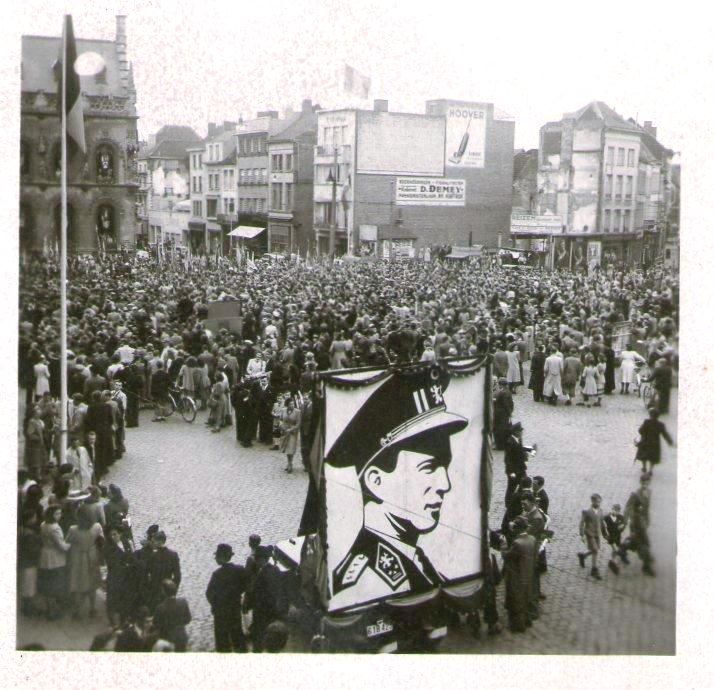
Kundgebung im Rahmen der Königsfrage in Kortrijk

Die belgische Verfassung beruht auf dem Grundsatz einer ausschließlich repräsentativen Demokratie. Da sie nirgends die Möglichkeit eines Volksentscheids beziehungsweise eines verbindlichen Referendums vorsieht, sind solche Formen der direkten Demokratie ausgeschlossen. Ohne Verfassungsrevision darf der Bürger nicht direkt in den Entscheidungsprozess eingebunden werden. Volksinitiativen, bei denen die Bürger selbst Vorschläge ins Parlament einbringen und dort zur Debatte stellen können, sind ebenso wenig vorgesehen.
Die unverbindliche Volksbefragung ist dagegen erlaubt, wird aber einigen Gebietskörperschaften vorbehalten: Ausschließlich die Gemeinden, die Provinzen sowie seit 2014 die Regionen dürfen auf ihrem Gebiet und im Rahmen ihrer Zuständigkeiten Konsultationen der Bevölkerung vornehmen. Seit der Königsfrage werden Volksbefragungen auf gesamtbelgischer Ebene, die ohnehin nicht in der Verfassung vorgesehen sind, nicht mehr organisiert. Während im Jahr 1950 in Flandern mehrheitlich für die Rückkehr von König Leopold III. aus seinem Schweizer Exil abgestimmt wurde, sprachen sich die Wallonen dagegen aus. Heftige Ausschreitungen, die Belgien an den Rand einer Staatskrise führten, waren die Folge, sodass nur eine Abdankung Leopolds zugunsten seines Sohnes Baudouin die Lage beruhigen konnte.
Die Verfassung sieht schließlich ein Petitionsrecht für alle Bürger vor. Jedoch ist es nicht gestattet, diese Petitionen persönlich zu unterbreiten. Die Parlamente können an sie adressierte Petitionen an ihre jeweiligen Regierungen weiterleiten und von ihnen Erklärungen hierzu verlangen.

## Parteiensystem
- PTB: 12
- Ecolo: 13
- Groen: 8
- Vooruit: 9
- PS: 20
- DéFI: 2
- MR: 14
- VLD: 12
- cdh: 5
- CD&V: 12
- N-VA: 25
- VB: 18

Wie in vielen europäischen Demokratien spielen die politischen Parteien auch in Belgien eine wichtige Rolle bei der Gestaltung der Politik. Das belgische Parteiensystem verfügt über folgende Merkmale:
- Parteienherrschaft: In Belgien verfügen die Parteien traditionell über einen sehr großen Einfluss, sodass mitunter von einem Parteienstaat („Particratie“) die Rede ist.[285] Die Omnipräsenz der Parteien hat zur Folge, dass sie nicht nur innerhalb der gewählten staatlichen Organe die Entscheidungsfindung maßgeblich mitgestalten, sondern auch auf Ebene der Verwaltungen, anderer (teil-)öffentlicher Strukturen (Krankenkassen, Gewerkschaften usw.) und selbst der rechtsprechenden Gewalt oder der Massenmedien erheblichen Einfluss ausüben. Formen von Klientelismus sind in einem solchen System keine Seltenheit. Die Aussagen und Entscheidungen der Parteivorsitzenden haben dementsprechend in vielen Fällen mehr Gewicht als die bestimmter Regierungsmitglieder.
- Versäulung: Wie auch in den Niederlanden fand in Belgien im 19. Jahrhundert eine sogenannte „Verzuiling“ statt. Diese ist eine gesellschaftliche Segmentierung in drei ideologische oder kulturelle Großgruppen, bei der Katholiken, Liberale und Sozialdemokraten je ein eigenes Netz von Organisationen sowie Institutionen in fast allen politischen Bereichen schufen.[286] So verfügte jede Strömung über eigene politische Parteien, Krankenkassen, Gewerkschaften, Schulnetze, Jugendorganisationen, Printmedien oder andere Interessengruppierungen. Seit dem Ende des Zweiten Weltkriegs nimmt dieses Phänomen jedoch ab.
- Abwesenheit von Nationalparteien: In den 1970er Jahren teilten sich die drei großen nationalen Parteien der christlichsozialen, liberalen und sozialdemokratischen Strömungen (damals die CVP-PSC, die PVV-PLP und die PSB-BSP) in einen jeweiligen flämischen beziehungsweise frankophonen Ableger. Diese rein flämischen oder frankophonen Parteien bestehen heute organisatorisch und programmatisch völlig unabhängig voneinander. Das belgische Parteiensystem ist somit durch einen faktischen „Parteienkonföderalismus“ geprägt.[287] Die Abwesenheit von unitären Parteien auf nationaler Ebene wird mitunter als Alleinstellungsmerkmal Belgiens in allen modernen Demokratien bezeichnet.[288] Die Folge ist, dass die politischen Parteien vermehrt rein regionale Interessen verfolgen, was die Entwicklung unterschiedlicher politischer Kulturen in den verschiedenen Landesteilen fördert. Das Verhältniswahlrecht, welches mit der Einführung der Fünf-Prozent-Hürde im Jahr 2003 ein wenig gedämpft wurde, trägt weiterhin zur Fragmentierung der Parteienlandschaft bei.
- Separatistische Parteien: Im flämischen Landesteil haben seit dem Entstehen der „Flämischen Bewegung“ im 19. Jahrhundert die separatistischen Strömungen, die einen unabhängigen Staat Flandern fordern, traditionell einen gewissen Einfluss. Die Nieuw-Vlaamse Alliantie (N-VA) unter ihrem Parteipräsidenten Bart De Wever, ein Ableger der implodierten Volksunie (VU) und derzeit die stärkste politische Partei Flanderns, fordert beispielsweise in ihren Satzungen das Ende Belgiens.[289] Dennoch beteiligten sich diese separatistischen Parteien an verschiedenen Regierungskoalitionen und stellten eigene Föderalminister, wie von 2014 bis 2018 die N-VA in der Regierung Michel I. Auf wallonischer Seite spielen Parteien mit ähnlichen Forderungen (wie die Rassemblement Wallonie-France, RWF) keine nennenswerte Rolle. Allerdings haben Parteien, die wie die Démocrate Fédéraliste Indépendant (DéFI, ehemals FDF) insbesondere die „Verteidigung der frankophonen Interessen“ verfolgen, vor allem in Brüssel einen bestimmten Erfolg.

Folgende politische Parteien sind derzeit in der Abgeordnetenkammer vertreten:
- Flämische Parteien:
  - Nieuw-Vlaamse Alliantie (Neu-Flämische Allianz – N-VA): regionalistisch beziehungsweise separatistisch, konservativ
  - Christen-Democratisch en Vlaams (Christen, Demokratisch und Flämisch – CD&V): christlich-sozial
  - Open Vlaamse Liberalen en Democraten (Offene Flämische Liberale und Demokraten – Open VLD): liberal
  - Vooruit (Vorwärts): sozialdemokratisch
  - Groen (Grün): grün
  - Vlaams Belang (Flämisches Interesse – VB): separatistisch, rechtspopulistisch beziehungsweise rechtsextrem[290]
- Frankophone Parteien:
  - Parti Socialiste (Sozialistische Partei – PS): sozialdemokratisch
  - Mouvement Réformateur (Reformbewegung – MR): liberal
  - Centre Démocrate Humaniste (Demokratisches humanistisches Zentrum – cdH): „zentrumshumanistisch“ (ehemals christlich-sozial)
  - Ecolo (Ecolo): grün
  - Démocrate Fédéraliste Indépendant (Französischsprachige demokratische Föderalisten – DéFI): regionalistisch
- Gesamtbelgische Parteien:
  - Partij van de Arbeid (PVDA)/Parti du Travail de Belgique (PTB) (Partei der Arbeit Belgiens – PVDA/PTB): linksradikal,[291] reformistisch

Die politischen Parteien erhalten eine öffentliche Finanzierung, die abhängig von der Anzahl der Mandate gestaffelt ist. Dementsprechend gelten verschiedene Transparenzvorgaben und Höchstbeträge, die während der Wahlkampagnen nicht überschritten werden dürfen.

## Sozialpartnerschaft

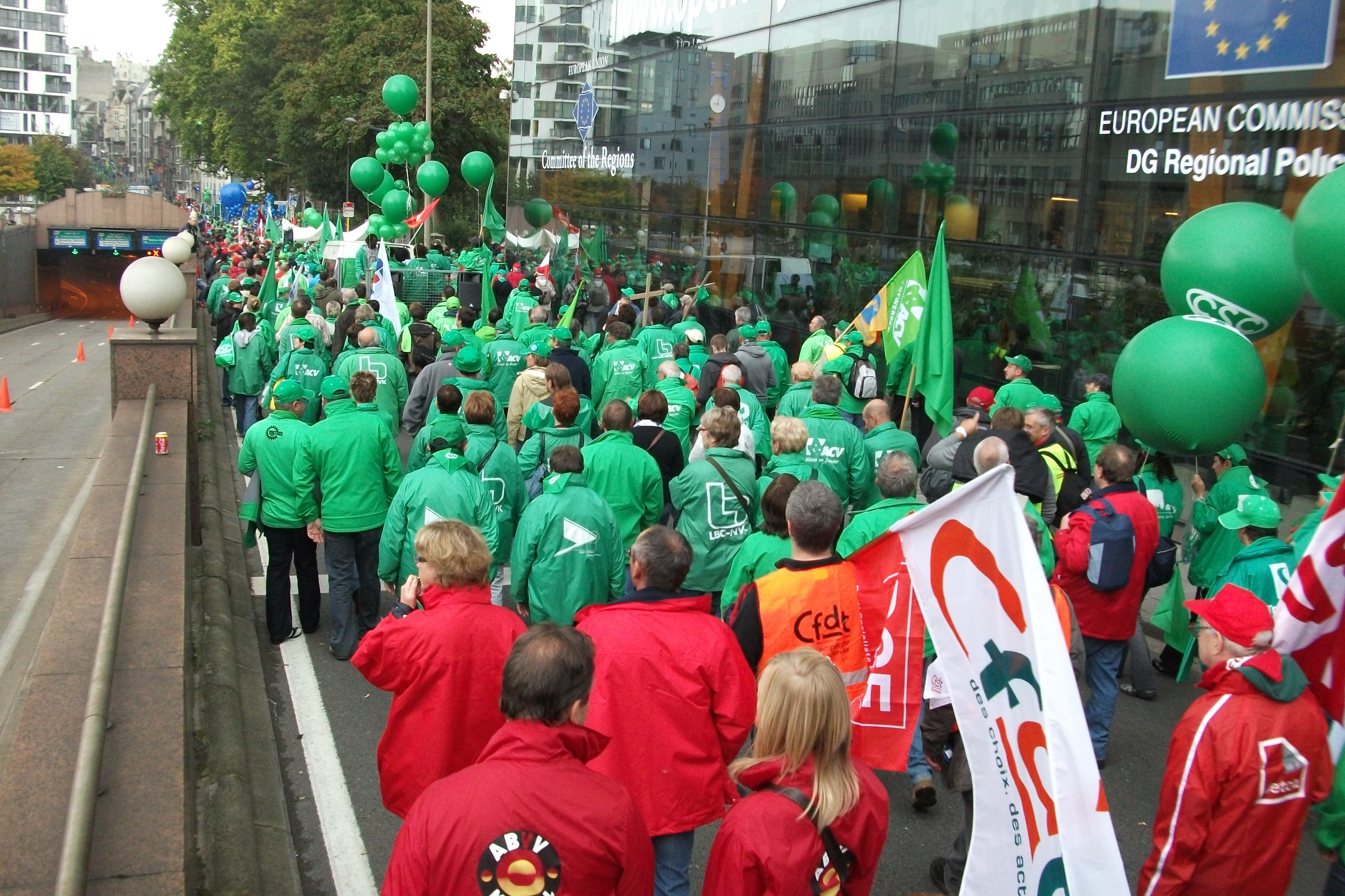
Streikende in Brüssel (2010)

Anders als die Parteien sind die Gewerkschaften und Arbeitgeberverbände weiterhin auf nationaler Ebene organisiert. Belgien besitzt traditionell eine sehr starke Gewerkschaftsbewegung mit einer Organisationsquote von etwa 75 %. Gemäß dem Prinzip der „Verzuiling“ (siehe oben), haben sich christliche, sozialistische und liberale Gewerkschaften getrennt voneinander entwickelt. Heute zählt Belgien immer noch drei große Gewerkschaftsverbände:
- Confédération des Syndicats Chrétiens/Algemeen Christelijk Vakverbond (CSC/ACV), christlich
- Fédération Générale du Travail de Belgique/Algemeen Belgisch Vakverbond (FGTB/ABVV), sozialistisch
- Centrale Générale des Syndicats Libéraux de Belgique/Algemene Centrale der Liberale Vakverbonden van België (CGSLB/ACLVB), liberal

Die Arbeitgeber verfügen über einen Dachverband (Fédération des Entreprises Belges/Verbond van Belgische Ondernemingen, FEB/VBO) und über mehrere Regional- und Fachverbände.
Die Sozialpartnerschaft wird in paritätisch besetzten Organen gelebt, wobei berufsübergreifende Abkommen sowie die kollektiven Arbeitsübereinkommen im Nationalen Arbeitsrat verhandelt werden.

## Kritik
In der einschlägigen politikwissenschaftlichen Literatur wurden folgende Probleme des belgischen Föderalismus aufgezeigt:
- Identitätsproblem: Es gilt grundsätzlich einen Mangel an gesamtbelgischer nationaler Identität festzustellen. Identitätsstiftende Faktoren wie beispielsweise das Königshaus, die Fußballnationalmannschaft oder die gemeinsame gastronomische Kultur (Bier, Fritten usw.) besitzen keinen weitreichenden Einfluss auf das Wir-Gefühl, insbesondere wenn es um finanzielle oder Machtfragen geht. Dem gegenüber entsteht ein Nation-Building-Prozess in Flandern, durch den die flämisch-regionale Identität vermehrt als inkompatibel mit dem Gefühl des „Belgier-Seins“ erscheint. Der tendenziellen Entfremdung der beiden großen Gemeinschaften konnte durch die Einführung des Föderalismus in Belgien kein Einhalt geboten werden.
- Strukturproblem und konzeptionelle Schwächen: Die bipolare oder duale Grundstruktur Belgiens, in der sich Flamen und Wallonen gegenüberstehen, verschärft automatisch jeden Interessenskonflikt (die deutschsprachige Minderheit spielt hierbei keine ausschlaggebende Rolle). Bei geschlossenen Kompromissen kommt in der Regel eine Gemeinschaft als gefühlte Gewinnerin und die andere als Verliererin hervor. Zwar konnten diese Konflikte durch das Föderalismusmodell in vielen Fällen entschärft werden, indem nach und nach indirekte „Zwänge zur Zusammenarbeit“ eingeführt wurden (sprachliches Gleichgewicht in der Regierung, Lösungen in Brüssel usw.), doch handelt es sich hierbei jeweils immer um punktuelle Reaktionen auf verschiedene Autonomiebestrebungen. Es besteht kein zugrundeliegender „Plan“ im Hinblick auf eine gemeinsame Zukunft, der in den beiden großen Gemeinschaften konsensfähig wäre. Einen dahinführenden gesamtbelgischen Diskurs gibt es weder auf Ebene der Politik (Abwesenheit nationaler Parteien) noch in der Bevölkerung (Abwesenheit nationaler Medien).
- Institutionelle Schwächen: Komplexität, Schwerfälligkeit und mangelnde Transparenz sind kennzeichnend für den belgischen Föderalismus. Durch den bürokratischen Aufwand, den der Föderalismus voraussetzt und verursacht, erscheint er ebenfalls äußerst bürgerfern. Diese institutionelle Schwäche ermöglicht weiterhin den großen Einfluss der Parteien, die regelmäßig regional-parteipolitische Konflikte in die Föderalregierung hineintragen und dort für ihre Instabilität sorgen. Der Senat spielt in dieser Hinsicht als channeling institution nicht die gewünschte Vermittlungsrolle.
- Ökonomische Schwierigkeiten: Das ökonomische Entwicklungsgefälle zwischen dem prosperierenden Flandern im Norden sowie durch den Niedergang von Kohle und Stahl in der heute strukturschwachen Wallonien im Süden ist unbestritten.[295] Dieser Dualismus führt in Bezug auf das Sozialsystem zu einer massiven finanziellen Umverteilung. Die wirtschaftspolitische Autonomie der Regionen, die mitunter auf Tendenzen der Entsolidarisierung in Flandern zurückzuführen ist (Gefühl des „Nettozahlers“), verstärkt dieses Ungleichgewicht weiterhin.